# Llista d'asteroides (345001-346000)
Llista d'asteroides del 345.001 al 346.000, amb data de descoberta i descobridor. És un fragment de la llista d'asteroides completa. Als asteroides se'ls dona un número quan es confirma la seva òrbita, per tant apareixen llistats aproximadament segons la data de descobriment.

## 345001-345100
| Nom    | Designació provisional | Data de descobriment   | Lloc de descobriment | Descobridor/s        |
| ------ | ---------------------- | ---------------------- | -------------------- | -------------------- |
| 345001 | 2005 BE7               | 16 de gener de 2005    | Socorro              | LINEAR               |
| 345002 | 2005 BR10              | 16 de gener de 2005    | Kitt Peak            | Spacewatch           |
| 345003 | 2005 BF49              | 16 de gener de 2005    | Catalina             | CSS                  |
| 345004 | 2005 CK1               | 1 de febrer de 2005    | Catalina             | CSS                  |
| 345005 | 2005 CK5               | 1 de febrer de 2005    | Kitt Peak            | Spacewatch           |
| 345006 | 2005 CF6               | 1 de febrer de 2005    | Kitt Peak            | Spacewatch           |
| 345007 | 2005 CH14              | 2 de febrer de 2005    | Kitt Peak            | Spacewatch           |
| 345008 | 2005 CP14              | 2 de febrer de 2005    | Kitt Peak            | Spacewatch           |
| 345009 | 2005 CL16              | 2 de febrer de 2005    | Socorro              | LINEAR               |
| 345010 | 2005 CX27              | 3 de febrer de 2005    | Socorro              | LINEAR               |
| 345011 | 2005 CM29              | 1 de febrer de 2005    | Kitt Peak            | Spacewatch           |
| 345012 | 2005 CL62              | 9 de febrer de 2005    | Anderson Mesa        | LONEOS               |
| 345013 | 2005 CZ65              | 9 de febrer de 2005    | Socorro              | LINEAR               |
| 345014 | 2005 DT1               | 28 de febrer de 2005   | Catalina             | CSS                  |
| 345015 | 2005 EC2               | 2 de març de 2005      | Catalina             | CSS                  |
| 345016 | 2005 EP4               | 1 de març de 2005      | Junk Bond            | Junk Bond            |
| 345017 | 2005 EP8               | 2 de març de 2005      | Kitt Peak            | Spacewatch           |
| 345018 | 2005 EK43              | 3 de març de 2005      | Kitt Peak            | Spacewatch           |
| 345019 | 2005 EZ45              | 3 de març de 2005      | Catalina             | CSS                  |
| 345020 | 2005 EU59              | 4 de març de 2005      | Mount Lemmon         | Mt. Lemmon Survey    |
| 345021 | 2005 EF72              | 2 de març de 2005      | Catalina             | CSS                  |
| 345022 | 2005 EY77              | 3 de març de 2005      | Catalina             | CSS                  |
| 345023 | 2005 EF83              | 4 de març de 2005      | Kitt Peak            | Spacewatch           |
| 345024 | 2005 EV83              | 4 de març de 2005      | Catalina             | CSS                  |
| 345025 | 2005 EF92              | 8 de març de 2005      | Anderson Mesa        | LONEOS               |
| 345026 | 2005 EQ97              | 3 de març de 2005      | Catalina             | CSS                  |
| 345027 | 2005 EE110             | 4 de març de 2005      | Mount Lemmon         | Mt. Lemmon Survey    |
| 345028 | 2005 EV112             | 4 de març de 2005      | Mount Lemmon         | Mt. Lemmon Survey    |
| 345029 | 2005 EV119             | 8 de març de 2005      | Anderson Mesa        | LONEOS               |
| 345030 | 2005 EU145             | 10 de març de 2005     | Mount Lemmon         | Mt. Lemmon Survey    |
| 345031 | 2005 EN148             | 10 de març de 2005     | Kitt Peak            | Spacewatch           |
| 345032 | 2005 EP162             | 10 de març de 2005     | Mount Lemmon         | Mt. Lemmon Survey    |
| 345033 | 2005 EX163             | 10 de març de 2005     | Mount Lemmon         | Mt. Lemmon Survey    |
| 345034 | 2005 EA165             | 11 de març de 2005     | Kitt Peak            | Spacewatch           |
| 345035 | 2005 EA168             | 11 de març de 2005     | Mount Lemmon         | Mt. Lemmon Survey    |
| 345036 | 2005 EP176             | 8 de març de 2005      | Mount Lemmon         | Mt. Lemmon Survey    |
| 345037 | 2005 ED189             | 10 de març de 2005     | Siding Spring        | Siding Spring Survey |
| 345038 | 2005 EJ190             | 11 de març de 2005     | Mount Lemmon         | Mt. Lemmon Survey    |
| 345039 | 2005 EB225             | 12 de març de 2005     | Socorro              | LINEAR               |
| 345040 | 2005 ER229             | 10 de març de 2005     | Mount Lemmon         | Mt. Lemmon Survey    |
| 345041 | 2005 ES233             | 10 de març de 2005     | Anderson Mesa        | LONEOS               |
| 345042 | 2005 EC270             | 12 de març de 2005     | Socorro              | LINEAR               |
| 345043 | 2005 EH284             | 11 de març de 2005     | Mount Lemmon         | Mt. Lemmon Survey    |
| 345044 | 2005 EP286             | 9 de març de 2005      | Catalina             | CSS                  |
| 345045 | 2005 EC320             | 9 de març de 2005      | Mount Lemmon         | Mt. Lemmon Survey    |
| 345046 | 2005 FJ4               | 30 de març de 2005     | Catalina             | CSS                  |
| 345047 | 2005 GC2               | 1 d'abril de 2005      | Catalina             | CSS                  |
| 345048 | 2005 GO40              | 4 d'abril de 2005      | Mount Lemmon         | Mt. Lemmon Survey    |
| 345049 | 2005 GP48              | 5 d'abril de 2005      | Mount Lemmon         | Mt. Lemmon Survey    |
| 345050 | 2005 GJ54              | 5 d'abril de 2005      | Mount Lemmon         | Mt. Lemmon Survey    |
| 345051 | 2005 GD72              | 4 d'abril de 2005      | Mount Lemmon         | Mt. Lemmon Survey    |
| 345052 | 2005 GQ73              | 4 d'abril de 2005      | Mount Lemmon         | Mt. Lemmon Survey    |
| 345053 | 2005 GD103             | 9 d'abril de 2005      | Kitt Peak            | Spacewatch           |
| 345054 | 2005 GK104             | 20 de novembre de 2003 | Kitt Peak            | Spacewatch           |
| 345055 | 2005 GO109             | 10 d'abril de 2005     | Mount Lemmon         | Mt. Lemmon Survey    |
| 345056 | 2005 GJ119             | 11 d'abril de 2005     | Socorro              | LINEAR               |
| 345057 | 2005 GX129             | 7 d'abril de 2005      | Kitt Peak            | Spacewatch           |
| 345058 | 2005 GY129             | 7 d'abril de 2005      | Kitt Peak            | Spacewatch           |
| 345059 | 2005 GO133             | 10 d'abril de 2005     | Kitt Peak            | Spacewatch           |
| 345060 | 2005 GC147             | 15 de març de 2005     | Mount Lemmon         | Mt. Lemmon Survey    |
| 345061 | 2005 GF164             | 10 d'abril de 2005     | Mount Lemmon         | Mt. Lemmon Survey    |
| 345062 | 2005 GP166             | 11 d'abril de 2005     | Mount Lemmon         | Mt. Lemmon Survey    |
| 345063 | 2005 GU166             | 2 d'abril de 2005      | Mount Lemmon         | Mt. Lemmon Survey    |
| 345064 | 2005 GT172             | 16 de març de 2005     | Mount Lemmon         | Mt. Lemmon Survey    |
| 345065 | 2005 GU204             | 10 d'abril de 2005     | Mount Lemmon         | Mt. Lemmon Survey    |
| 345066 | 2005 JR1               | 3 de maig de 2005      | Junk Bond            | Junk Bond            |
| 345067 | 2005 JY15              | 3 de maig de 2005      | Kitt Peak            | Spacewatch           |
| 345068 | 2005 JF27              | 3 de maig de 2005      | Socorro              | LINEAR               |
| 345069 | 2005 JW32              | 4 de maig de 2005      | Mount Lemmon         | Mt. Lemmon Survey    |
| 345070 | 2005 JV42              | 8 de maig de 2005      | Kitt Peak            | Spacewatch           |
| 345071 | 2005 JE47              | 3 de maig de 2005      | Kitt Peak            | Spacewatch           |
| 345072 | 2005 JC52              | 4 de maig de 2005      | Kitt Peak            | Spacewatch           |
| 345073 | 2005 JO65              | 4 de maig de 2005      | Kitt Peak            | Spacewatch           |
| 345074 | 2005 JE69              | 6 de maig de 2005      | Kitt Peak            | Spacewatch           |
| 345075 | 2005 JP78              | 11 d'abril de 2005     | Mount Lemmon         | Mt. Lemmon Survey    |
| 345076 | 2005 JB87              | 9 de maig de 2005      | Mount Lemmon         | Mt. Lemmon Survey    |
| 345077 | 2005 JN111             | 9 de maig de 2005      | Kitt Peak            | Spacewatch           |
| 345078 | 2005 JX134             | 14 de maig de 2005     | Mount Lemmon         | Mt. Lemmon Survey    |
| 345079 | 2005 JW146             | 14 de maig de 2005     | Kitt Peak            | Spacewatch           |
| 345080 | 2005 JO162             | 26 d'agost de 2000     | Kitt Peak            | Spacewatch           |
| 345081 | 2005 JH182             | 4 de maig de 2005      | Kitt Peak            | Spacewatch           |
| 345082 | 2005 KS1               | 16 de maig de 2005     | Mount Lemmon         | Mt. Lemmon Survey    |
| 345083 | 2005 KK3               | 17 de maig de 2005     | Mount Lemmon         | Mt. Lemmon Survey    |
| 345084 | 2005 LA11              | 3 de juny de 2005      | Kitt Peak            | Spacewatch           |
| 345085 | 2005 LJ21              | 6 de juny de 2005      | Kitt Peak            | Spacewatch           |
| 345086 | 2005 LY25              | 8 de juny de 2005      | Kitt Peak            | Spacewatch           |
| 345087 | 2005 LA39              | 11 de juny de 2005     | Kitt Peak            | Spacewatch           |
| 345088 | 2005 MF                | 16 de juny de 2005     | Mount Lemmon         | Mt. Lemmon Survey    |
| 345089 | 2005 MX6               | 27 de juny de 2005     | Kitt Peak            | Spacewatch           |
| 345090 | 2005 MM15              | 18 de juny de 2005     | Mount Lemmon         | Mt. Lemmon Survey    |
| 345091 | 2005 MG19              | 29 de juny de 2005     | Kitt Peak            | Spacewatch           |
| 345092 | 2005 MD21              | 30 de juny de 2005     | Palomar              | NEAT                 |
| 345093 | 2005 MO29              | 29 de juny de 2005     | Kitt Peak            | Spacewatch           |
| 345094 | 2005 MV35              | 30 de juny de 2005     | Kitt Peak            | Spacewatch           |
| 345095 | 2005 MB40              | 30 de juny de 2005     | Kitt Peak            | Spacewatch           |
| 345096 | 2005 MG40              | 30 de juny de 2005     | Kitt Peak            | Spacewatch           |
| 345097 | 2005 NH1               | 2 de juliol de 2005    | Catalina             | CSS                  |
| 345098 | 2005 NK10              | 3 de juliol de 2005    | Mount Lemmon         | Mt. Lemmon Survey    |
| 345099 | 2005 NA15              | 4 de juliol de 2005    | Palomar              | NEAT                 |
| 345100 | 2005 NS24              | 4 de juliol de 2005    | Kitt Peak            | Spacewatch           |

## 345101-345200
| Nom    | Designació provisional | Data de descobriment   | Lloc de descobriment | Descobridor/s     |
| ------ | ---------------------- | ---------------------- | -------------------- | ----------------- |
| 345101 | 2005 NK35              | 5 de juliol de 2005    | Kitt Peak            | Spacewatch        |
| 345102 | 2005 NO42              | 18 de juny de 2005     | Mount Lemmon         | Mt. Lemmon Survey |
| 345103 | 2005 NA47              | 7 de juliol de 2005    | Campo Imperatore     | CINEOS            |
| 345104 | 2005 NU70              | 4 de juliol de 2005    | Palomar              | NEAT              |
| 345105 | 2005 NY71              | 5 de juliol de 2005    | Palomar              | NEAT              |
| 345106 | 2005 OS4               | 27 de juliol de 2005   | Palomar              | NEAT              |
| 345107 | 2005 OV15              | 29 de juliol de 2005   | Palomar              | NEAT              |
| 345108 | 2005 PF4               | 7 d'agost de 2005      | Needville            | J. Dellinger      |
| 345109 | 2005 PS10              | 18 de juliol de 2005   | Palomar              | NEAT              |
| 345110 | 2005 QL2               | 24 d'agost de 2005     | Palomar              | NEAT              |
| 345111 | 2005 QX8               | 25 d'agost de 2005     | Palomar              | NEAT              |
| 345112 | 2005 QD33              | 25 d'agost de 2005     | Palomar              | NEAT              |
| 345113 | 2005 QY36              | 25 d'agost de 2005     | Palomar              | NEAT              |
| 345114 | 2005 QA38              | 25 d'agost de 2005     | Palomar              | NEAT              |
| 345115 | 2005 QY39              | 26 d'agost de 2005     | Palomar              | NEAT              |
| 345116 | 2005 QS41              | 26 d'agost de 2005     | Anderson Mesa        | LONEOS            |
| 345117 | 2005 QM52              | 27 d'agost de 2005     | Needville            | Needville         |
| 345118 | 2005 QW59              | 25 d'agost de 2005     | Palomar              | NEAT              |
| 345119 | 2005 QJ70              | 26 d'agost de 2005     | Palomar              | NEAT              |
| 345120 | 2005 QR73              | 29 d'agost de 2005     | Anderson Mesa        | LONEOS            |
| 345121 | 2005 QQ95              | 27 d'agost de 2005     | Palomar              | NEAT              |
| 345122 | 2005 QU103             | 27 d'agost de 2005     | Palomar              | NEAT              |
| 345123 | 2005 QD131             | 28 d'agost de 2005     | Kitt Peak            | Spacewatch        |
| 345124 | 2005 QR148             | 30 d'agost de 2005     | Anderson Mesa        | LONEOS            |
| 345125 | 2005 QF157             | 30 d'agost de 2005     | Palomar              | NEAT              |
| 345126 | 2005 QQ159             | 29 de juliol de 2005   | Palomar              | NEAT              |
| 345127 | 2005 QK165             | 31 d'agost de 2005     | Palomar              | NEAT              |
| 345128 | 2005 QH169             | 29 d'agost de 2005     | Palomar              | NEAT              |
| 345129 | 2005 QN172             | 29 d'agost de 2005     | Palomar              | NEAT              |
| 345130 | 2005 RS29              | 13 de setembre de 2005 | Socorro              | LINEAR            |
| 345131 | 2005 SC1               | 23 de setembre de 2005 | Kitt Peak            | Spacewatch        |
| 345132 | 2005 SB3               | 23 de setembre de 2005 | Catalina             | CSS               |
| 345133 | 2005 SL4               | 24 de setembre de 2005 | Altschwendt          | W. Ries           |
| 345134 | 2005 SK5               | 23 de setembre de 2005 | Catalina             | CSS               |
| 345135 | 2005 SO22              | 23 de setembre de 2005 | Kitt Peak            | Spacewatch        |
| 345136 | 2005 SS39              | 24 de setembre de 2005 | Kitt Peak            | Spacewatch        |
| 345137 | 2005 SV43              | 24 de setembre de 2005 | Kitt Peak            | Spacewatch        |
| 345138 | 2005 SS44              | 24 de setembre de 2005 | Kitt Peak            | Spacewatch        |
| 345139 | 2005 SP47              | 24 de setembre de 2005 | Kitt Peak            | Spacewatch        |
| 345140 | 2005 SH53              | 25 de setembre de 2005 | Catalina             | CSS               |
| 345141 | 2005 SH56              | 25 de setembre de 2005 | Kitt Peak            | Spacewatch        |
| 345142 | 2005 SJ56              | 25 de setembre de 2005 | Kitt Peak            | Spacewatch        |
| 345143 | 2005 SO71              | 23 de setembre de 2005 | Kitt Peak            | Spacewatch        |
| 345144 | 2005 SV79              | 24 de setembre de 2005 | Kitt Peak            | Spacewatch        |
| 345145 | 2005 SD83              | 24 de setembre de 2005 | Kitt Peak            | Spacewatch        |
| 345146 | 2005 SL102             | 25 de setembre de 2005 | Kitt Peak            | Spacewatch        |
| 345147 | 2005 SW107             | 26 de setembre de 2005 | Kitt Peak            | Spacewatch        |
| 345148 | 2005 SE108             | 26 de setembre de 2005 | Kitt Peak            | Spacewatch        |
| 345149 | 2005 SY115             | 27 de setembre de 2005 | Kitt Peak            | Spacewatch        |
| 345150 | 2005 SB122             | 29 de setembre de 2005 | Kitt Peak            | Spacewatch        |
| 345151 | 2005 SU123             | 29 de setembre de 2005 | Anderson Mesa        | LONEOS            |
| 345152 | 2005 SJ128             | 29 de setembre de 2005 | Anderson Mesa        | LONEOS            |
| 345153 | 2005 SP129             | 29 de setembre de 2005 | Mount Lemmon         | Mt. Lemmon Survey |
| 345154 | 2005 SP131             | 29 de setembre de 2005 | Kitt Peak            | Spacewatch        |
| 345155 | 2005 SB166             | 28 de setembre de 2005 | Palomar              | NEAT              |
| 345156 | 2005 SQ167             | 28 de setembre de 2005 | Palomar              | NEAT              |
| 345157 | 2005 SE171             | 29 de setembre de 2005 | Kitt Peak            | Spacewatch        |
| 345158 | 2005 SO193             | 29 de setembre de 2005 | Kitt Peak            | Spacewatch        |
| 345159 | 2005 SO205             | 11 de setembre de 2005 | Socorro              | LINEAR            |
| 345160 | 2005 SN206             | 30 de setembre de 2005 | Anderson Mesa        | LONEOS            |
| 345161 | 2005 SM223             | 26 d'agost de 2005     | Palomar              | NEAT              |
| 345162 | 2005 SK224             | 29 de setembre de 2005 | Mount Lemmon         | Mt. Lemmon Survey |
| 345163 | 2005 SJ238             | 29 de setembre de 2005 | Kitt Peak            | Spacewatch        |
| 345164 | 2005 SH249             | 30 de setembre de 2005 | Mount Lemmon         | Mt. Lemmon Survey |
| 345165 | 2005 SJ260             | 22 de setembre de 2005 | Palomar              | NEAT              |
| 345166 | 2005 SP263             | 23 de setembre de 2005 | Kitt Peak            | Spacewatch        |
| 345167 | 2005 ST265             | 27 de setembre de 2005 | Palomar              | NEAT              |
| 345168 | 2005 SD271             | 30 de setembre de 2005 | Anderson Mesa        | LONEOS            |
| 345169 | 2005 SQ278             | 29 de setembre de 2005 | Mount Lemmon         | Mt. Lemmon Survey |
| 345170 | 2005 SW285             | 25 de setembre de 2005 | Apache Point         | A. C. Becker      |
| 345171 | 2005 TO18              | 1 d'octubre de 2005    | Socorro              | LINEAR            |
| 345172 | 2005 TJ29              | 2 d'octubre de 2005    | Mount Lemmon         | Mt. Lemmon Survey |
| 345173 | 2005 TN36              | 1 d'octubre de 2005    | Mount Lemmon         | Mt. Lemmon Survey |
| 345174 | 2005 TM41              | 2 d'octubre de 2005    | Mount Lemmon         | Mt. Lemmon Survey |
| 345175 | 2005 TY65              | 2 d'octubre de 2005    | Palomar              | NEAT              |
| 345176 | 2005 TF72              | 3 d'octubre de 2005    | Catalina             | CSS               |
| 345177 | 2005 TR73              | 7 d'octubre de 2005    | Anderson Mesa        | LONEOS            |
| 345178 | 2005 TS74              | 1 d'octubre de 2005    | Catalina             | CSS               |
| 345179 | 2005 TG78              | 7 d'octubre de 2005    | Mount Lemmon         | Mt. Lemmon Survey |
| 345180 | 2005 TA82              | 3 d'octubre de 2005    | Kitt Peak            | Spacewatch        |
| 345181 | 2005 TL94              | 25 de setembre de 2005 | Kitt Peak            | Spacewatch        |
| 345182 | 2005 TF97              | 6 d'octubre de 2005    | Mount Lemmon         | Mt. Lemmon Survey |
| 345183 | 2005 TB99              | 7 d'octubre de 2005    | Catalina             | CSS               |
| 345184 | 2005 TL103             | 29 de setembre de 2005 | Kitt Peak            | Spacewatch        |
| 345185 | 2005 TO128             | 7 d'octubre de 2005    | Kitt Peak            | Spacewatch        |
| 345186 | 2005 TC169             | 9 d'octubre de 2005    | Kitt Peak            | Spacewatch        |
| 345187 | 2005 TM171             | 10 d'octubre de 2005   | Anderson Mesa        | LONEOS            |
| 345188 | 2005 TY178             | 23 d'octubre de 1995   | Kitt Peak            | Spacewatch        |
| 345189 | 2005 TS182             | 5 d'octubre de 2005    | Catalina             | CSS               |
| 345190 | 2005 UX18              | 22 d'octubre de 2005   | Kitt Peak            | Spacewatch        |
| 345191 | 2005 UR21              | 23 d'octubre de 2005   | Kitt Peak            | Spacewatch        |
| 345192 | 2005 UD23              | 23 d'octubre de 2005   | Kitt Peak            | Spacewatch        |
| 345193 | 2005 UL28              | 23 d'octubre de 2005   | Kitt Peak            | Spacewatch        |
| 345194 | 2005 UM30              | 23 d'octubre de 2005   | Catalina             | CSS               |
| 345195 | 2005 UD31              | 24 d'octubre de 2005   | Kitt Peak            | Spacewatch        |
| 345196 | 2005 UG33              | 30 de setembre de 2005 | Mount Lemmon         | Mt. Lemmon Survey |
| 345197 | 2005 UP50              | 23 d'octubre de 2005   | Catalina             | CSS               |
| 345198 | 2005 UB55              | 23 d'octubre de 2005   | Catalina             | CSS               |
| 345199 | 2005 UD56              | 23 d'octubre de 2005   | Catalina             | CSS               |
| 345200 | 2005 UV61              | 25 d'octubre de 2005   | Mount Lemmon         | Mt. Lemmon Survey |

## 345201-345300
| Nom    | Designació provisional | Data de descobriment   | Lloc de descobriment | Descobridor/s            |
| ------ | ---------------------- | ---------------------- | -------------------- | ------------------------ |
| 345201 | 2005 UB65              | 20 d'octubre de 2005   | Palomar              | NEAT                     |
| 345202 | 2005 UO71              | 23 d'octubre de 2005   | Catalina             | CSS                      |
| 345203 | 2005 UE77              | 24 d'octubre de 2005   | Kitt Peak            | Spacewatch               |
| 345204 | 2005 UT85              | 22 d'octubre de 2005   | Kitt Peak            | Spacewatch               |
| 345205 | 2005 UW89              | 22 d'octubre de 2005   | Kitt Peak            | Spacewatch               |
| 345206 | 2005 UE91              | 22 d'octubre de 2005   | Kitt Peak            | Spacewatch               |
| 345207 | 2005 UA92              | 22 d'octubre de 2005   | Kitt Peak            | Spacewatch               |
| 345208 | 2005 UR93              | 22 d'octubre de 2005   | Kitt Peak            | Spacewatch               |
| 345209 | 2005 UD103             | 22 d'octubre de 2005   | Kitt Peak            | Spacewatch               |
| 345210 | 2005 UB108             | 22 d'octubre de 2005   | Kitt Peak            | Spacewatch               |
| 345211 | 2005 UZ109             | 22 d'octubre de 2005   | Kitt Peak            | Spacewatch               |
| 345212 | 2005 UA111             | 22 d'octubre de 2005   | Kitt Peak            | Spacewatch               |
| 345213 | 2005 UB112             | 22 d'octubre de 2005   | Kitt Peak            | Spacewatch               |
| 345214 | 2005 UO114             | 22 d'octubre de 2005   | Catalina             | CSS                      |
| 345215 | 2005 UE115             | 23 d'octubre de 2005   | Palomar              | NEAT                     |
| 345216 | 2005 UN116             | 23 d'octubre de 2005   | Catalina             | CSS                      |
| 345217 | 2005 UW139             | 25 d'octubre de 2005   | Mount Lemmon         | Mt. Lemmon Survey        |
| 345218 | 2005 UJ152             | 26 d'octubre de 2005   | Kitt Peak            | Spacewatch               |
| 345219 | 2005 UB157             | 27 d'octubre de 2005   | Kitt Peak            | Spacewatch               |
| 345220 | 2005 UV158             | 29 d'octubre de 2005   | Eskridge             | Eskridge                 |
| 345221 | 2005 UH163             | 23 d'octubre de 2005   | Kitt Peak            | Spacewatch               |
| 345222 | 2005 UU168             | 24 d'octubre de 2005   | Kitt Peak            | Spacewatch               |
| 345223 | 2005 UR171             | 24 d'octubre de 2005   | Kitt Peak            | Spacewatch               |
| 345224 | 2005 UL173             | 24 d'octubre de 2005   | Kitt Peak            | Spacewatch               |
| 345225 | 2005 UC176             | 24 d'octubre de 2005   | Kitt Peak            | Spacewatch               |
| 345226 | 2005 UY189             | 27 d'octubre de 2005   | Mount Lemmon         | Mt. Lemmon Survey        |
| 345227 | 2005 UY193             | 22 d'octubre de 2005   | Kitt Peak            | Spacewatch               |
| 345228 | 2005 UF198             | 25 d'octubre de 2005   | Kitt Peak            | Spacewatch               |
| 345229 | 2005 UY205             | 26 d'octubre de 2005   | Kitt Peak            | Spacewatch               |
| 345230 | 2005 UM214             | 26 d'octubre de 2005   | Anderson Mesa        | LONEOS                   |
| 345231 | 2005 UR214             | 27 d'octubre de 2005   | Palomar              | NEAT                     |
| 345232 | 2005 UD215             | 27 d'octubre de 2005   | Palomar              | NEAT                     |
| 345233 | 2005 UL216             | 25 d'octubre de 2005   | Catalina             | CSS                      |
| 345234 | 2005 UN216             | 25 d'octubre de 2005   | Catalina             | CSS                      |
| 345235 | 2005 UX222             | 25 d'octubre de 2005   | Kitt Peak            | Spacewatch               |
| 345236 | 2005 UT234             | 25 d'octubre de 2005   | Kitt Peak            | Spacewatch               |
| 345237 | 2005 UT239             | 25 d'octubre de 2005   | Kitt Peak            | Spacewatch               |
| 345238 | 2005 UN247             | 28 d'octubre de 2005   | Mount Lemmon         | Mt. Lemmon Survey        |
| 345239 | 2005 UY252             | 26 d'octubre de 2005   | Anderson Mesa        | LONEOS                   |
| 345240 | 2005 UU266             | 27 d'octubre de 2005   | Kitt Peak            | Spacewatch               |
| 345241 | 2005 UV277             | 24 d'octubre de 2005   | Kitt Peak            | Spacewatch               |
| 345242 | 2005 UF283             | 26 d'octubre de 2005   | Kitt Peak            | Spacewatch               |
| 345243 | 2005 UL293             | 26 d'octubre de 2005   | Kitt Peak            | Spacewatch               |
| 345244 | 2005 UT304             | 26 d'octubre de 2005   | Kitt Peak            | Spacewatch               |
| 345245 | 2005 UE306             | 27 d'octubre de 2005   | Mount Lemmon         | Mt. Lemmon Survey        |
| 345246 | 2005 UQ314             | 28 d'octubre de 2005   | Catalina             | CSS                      |
| 345247 | 2005 UM410             | 31 d'octubre de 2005   | Mount Lemmon         | Mt. Lemmon Survey        |
| 345248 | 2005 UZ410             | 31 d'octubre de 2005   | Mount Lemmon         | Mt. Lemmon Survey        |
| 345249 | 2005 UJ433             | 28 d'octubre de 2005   | Kitt Peak            | Spacewatch               |
| 345250 | 2005 UX440             | 29 d'octubre de 2005   | Catalina             | CSS                      |
| 345251 | 2005 UE455             | 28 d'octubre de 2005   | Mount Lemmon         | Mt. Lemmon Survey        |
| 345252 | 2005 UV456             | 30 d'octubre de 2005   | Palomar              | NEAT                     |
| 345253 | 2005 UJ472             | 30 d'octubre de 2005   | Kitt Peak            | Spacewatch               |
| 345254 | 2005 UT477             | 26 d'octubre de 2005   | Anderson Mesa        | LONEOS                   |
| 345255 | 2005 UR502             | 31 d'octubre de 2005   | Anderson Mesa        | LONEOS                   |
| 345256 | 2005 VE6               | 4 de novembre de 2005  | Kitt Peak            | Spacewatch               |
| 345257 | 2005 VT6               | 6 de novembre de 2005  | Kitt Peak            | Spacewatch               |
| 345258 | 2005 VM8               | 1 de novembre de 2005  | Kitt Peak            | Spacewatch               |
| 345259 | 2005 VT17              | 4 de novembre de 2005  | Mount Lemmon         | Mt. Lemmon Survey        |
| 345260 | 2005 VQ25              | 2 de novembre de 2005  | Socorro              | LINEAR                   |
| 345261 | 2005 VN28              | 29 d'octubre de 2005   | Catalina             | CSS                      |
| 345262 | 2005 VT30              | 4 de novembre de 2005  | Kitt Peak            | Spacewatch               |
| 345263 | 2005 VT42              | 4 de novembre de 2005  | Catalina             | CSS                      |
| 345264 | 2005 VV51              | 27 d'octubre de 2005   | Kitt Peak            | Spacewatch               |
| 345265 | 2005 VS59              | 25 d'octubre de 2005   | Kitt Peak            | Spacewatch               |
| 345266 | 2005 VC60              | 19 de setembre de 1998 | Apache Point         | Sloan Digital Sky Survey |
| 345267 | 2005 VQ60              | 5 de novembre de 2005  | Mount Lemmon         | Mt. Lemmon Survey        |
| 345268 | 2005 VX61              | 1 de novembre de 2005  | Mount Lemmon         | Mt. Lemmon Survey        |
| 345269 | 2005 VA70              | 1 de novembre de 2005  | Mount Lemmon         | Mt. Lemmon Survey        |
| 345270 | 2005 VZ70              | 1 de novembre de 2005  | Mount Lemmon         | Mt. Lemmon Survey        |
| 345271 | 2005 VO95              | 29 d'octubre de 2005   | Mount Lemmon         | Mt. Lemmon Survey        |
| 345272 | 2005 VG99              | 10 de novembre de 2005 | Catalina             | CSS                      |
| 345273 | 2005 VS102             | 2 de novembre de 2005  | Catalina             | CSS                      |
| 345274 | 2005 VY102             | 2 de novembre de 2005  | Mount Lemmon         | Mt. Lemmon Survey        |
| 345275 | 2005 VE104             | 3 de novembre de 2005  | Mount Lemmon         | Mt. Lemmon Survey        |
| 345276 | 2005 WP16              | 22 de novembre de 2005 | Kitt Peak            | Spacewatch               |
| 345277 | 2005 WD26              | 21 de novembre de 2005 | Kitt Peak            | Spacewatch               |
| 345278 | 2005 WV36              | 22 de novembre de 2005 | Kitt Peak            | Spacewatch               |
| 345279 | 2005 WF37              | 22 de novembre de 2005 | Kitt Peak            | Spacewatch               |
| 345280 | 2005 WL39              | 25 de novembre de 2005 | Mount Lemmon         | Mt. Lemmon Survey        |
| 345281 | 2005 WQ41              | 21 de novembre de 2005 | Kitt Peak            | Spacewatch               |
| 345282 | 2005 WP50              | 25 de novembre de 2005 | Mount Lemmon         | Mt. Lemmon Survey        |
| 345283 | 2005 WW50              | 25 de novembre de 2005 | Mount Lemmon         | Mt. Lemmon Survey        |
| 345284 | 2005 WZ52              | 25 de novembre de 2005 | Mount Lemmon         | Mt. Lemmon Survey        |
| 345285 | 2005 WQ55              | 21 de novembre de 2005 | Catalina             | CSS                      |
| 345286 | 2005 WM63              | 25 de novembre de 2005 | Mount Lemmon         | Mt. Lemmon Survey        |
| 345287 | 2005 WT73              | 26 de novembre de 2005 | Mount Lemmon         | Mt. Lemmon Survey        |
| 345288 | 2005 WS79              | 25 de novembre de 2005 | Kitt Peak            | Spacewatch               |
| 345289 | 2005 WS81              | 28 de novembre de 2005 | Catalina             | CSS                      |
| 345290 | 2005 WU85              | 23 d'octubre de 2001   | Kitt Peak            | Spacewatch               |
| 345291 | 2005 WA90              | 26 de novembre de 2005 | Catalina             | CSS                      |
| 345292 | 2005 WB102             | 29 de novembre de 2005 | Socorro              | LINEAR                   |
| 345293 | 2005 WD103             | 26 de novembre de 2005 | Catalina             | CSS                      |
| 345294 | 2005 WG122             | 25 de novembre de 2005 | Mount Lemmon         | Mt. Lemmon Survey        |
| 345295 | 2005 WH133             | 25 de novembre de 2005 | Mount Lemmon         | Mt. Lemmon Survey        |
| 345296 | 2005 WR141             | 28 de novembre de 2005 | Mount Lemmon         | Mt. Lemmon Survey        |
| 345297 | 2005 WV151             | 28 de novembre de 2005 | Catalina             | CSS                      |
| 345298 | 2005 WN153             | 29 de novembre de 2005 | Kitt Peak            | Spacewatch               |
| 345299 | 2005 WP157             | 25 de novembre de 2005 | Mount Lemmon         | Mt. Lemmon Survey        |
| 345300 | 2005 WC161             | 28 de novembre de 2005 | Socorro              | LINEAR                   |

## 345301-345400
| Nom    | Designació provisional | Data de descobriment   | Lloc de descobriment | Descobridor/s     |
| ------ | ---------------------- | ---------------------- | -------------------- | ----------------- |
| 345301 | 2005 WJ166             | 29 de novembre de 2005 | Mount Lemmon         | Mt. Lemmon Survey |
| 345302 | 2005 WA173             | 30 de novembre de 2005 | Mount Lemmon         | Mt. Lemmon Survey |
| 345303 | 2005 WL178             | 30 de novembre de 2005 | Kitt Peak            | Spacewatch        |
| 345304 | 2005 WS197             | 21 de novembre de 2005 | Kitt Peak            | Spacewatch        |
| 345305 | 2005 WF202             | 30 de novembre de 2005 | Kitt Peak            | Spacewatch        |
| 345306 | 2005 WO204             | 25 de novembre de 2005 | Mount Lemmon         | Mt. Lemmon Survey |
| 345307 | 2005 XW11              | 1 de desembre de 2005  | Kitt Peak            | Spacewatch        |
| 345308 | 2005 XA23              | 2 de desembre de 2005  | Mount Lemmon         | Mt. Lemmon Survey |
| 345309 | 2005 XM26              | 4 de desembre de 2005  | Mount Lemmon         | Mt. Lemmon Survey |
| 345310 | 2005 XQ31              | 2 de desembre de 2005  | Mount Lemmon         | Mt. Lemmon Survey |
| 345311 | 2005 XU37              | 4 de desembre de 2005  | Kitt Peak            | Spacewatch        |
| 345312 | 2005 XD38              | 4 de desembre de 2005  | Kitt Peak            | Spacewatch        |
| 345313 | 2005 XZ44              | 2 de desembre de 2005  | Kitt Peak            | Spacewatch        |
| 345314 | 2005 XY52              | 2 de desembre de 2005  | Kitt Peak            | Spacewatch        |
| 345315 | 2005 XQ86              | 8 de desembre de 2005  | Kitt Peak            | Spacewatch        |
| 345316 | 2005 XW114             | 1 de desembre de 2005  | Kitt Peak            | M. W. Buie        |
| 345317 | 2005 YL6               | 21 de desembre de 2005 | Catalina             | CSS               |
| 345318 | 2005 YG22              | 24 de desembre de 2005 | Kitt Peak            | Spacewatch        |
| 345319 | 2005 YU25              | 24 de desembre de 2005 | Kitt Peak            | Spacewatch        |
| 345320 | 2005 YY25              | 24 de desembre de 2005 | Kitt Peak            | Spacewatch        |
| 345321 | 2005 YX26              | 22 de desembre de 2005 | Kitt Peak            | Spacewatch        |
| 345322 | 2005 YU32              | 22 de desembre de 2005 | Kitt Peak            | Spacewatch        |
| 345323 | 2005 YS40              | 25 de desembre de 2005 | Kitt Peak            | Spacewatch        |
| 345324 | 2005 YG42              | 22 de desembre de 2005 | Kitt Peak            | Spacewatch        |
| 345325 | 2005 YS45              | 25 de desembre de 2005 | Kitt Peak            | Spacewatch        |
| 345326 | 2005 YX46              | 25 de desembre de 2005 | Kitt Peak            | Spacewatch        |
| 345327 | 2005 YZ48              | 22 de desembre de 2005 | Kitt Peak            | Spacewatch        |
| 345328 | 2005 YS91              | 26 de desembre de 2005 | Mount Lemmon         | Mt. Lemmon Survey |
| 345329 | 2005 YP96              | 26 de desembre de 2005 | Kitt Peak            | Spacewatch        |
| 345330 | 2005 YU100             | 24 de desembre de 2005 | Kitt Peak            | Spacewatch        |
| 345331 | 2005 YS103             | 25 de desembre de 2005 | Kitt Peak            | Spacewatch        |
| 345332 | 2005 YU106             | 25 de desembre de 2005 | Mount Lemmon         | Mt. Lemmon Survey |
| 345333 | 2005 YM107             | 25 de desembre de 2005 | Mount Lemmon         | Mt. Lemmon Survey |
| 345334 | 2005 YD111             | 25 de desembre de 2005 | Kitt Peak            | Spacewatch        |
| 345335 | 2005 YE111             | 25 de desembre de 2005 | Kitt Peak            | Spacewatch        |
| 345336 | 2005 YP115             | 25 de desembre de 2005 | Kitt Peak            | Spacewatch        |
| 345337 | 2005 YP126             | 26 de desembre de 2005 | Kitt Peak            | Spacewatch        |
| 345338 | 2005 YK127             | 28 de desembre de 2005 | Palomar              | NEAT              |
| 345339 | 2005 YR145             | 29 de desembre de 2005 | Socorro              | LINEAR            |
| 345340 | 2005 YK160             | 27 de desembre de 2005 | Kitt Peak            | Spacewatch        |
| 345341 | 2005 YL167             | 27 de desembre de 2005 | Kitt Peak            | Spacewatch        |
| 345342 | 2005 YE175             | 30 de desembre de 2005 | Socorro              | LINEAR            |
| 345343 | 2005 YF178             | 24 de desembre de 2005 | Kitt Peak            | Spacewatch        |
| 345344 | 2005 YG179             | 26 de desembre de 2005 | Mount Lemmon         | Mt. Lemmon Survey |
| 345345 | 2005 YL179             | 26 de desembre de 2005 | Kitt Peak            | Spacewatch        |
| 345346 | 2005 YR179             | 27 de desembre de 2005 | Kitt Peak            | Spacewatch        |
| 345347 | 2005 YP188             | 28 de desembre de 2005 | Mount Lemmon         | Mt. Lemmon Survey |
| 345348 | 2005 YF191             | 30 de desembre de 2005 | Kitt Peak            | Spacewatch        |
| 345349 | 2005 YU196             | 24 de desembre de 2005 | Kitt Peak            | Spacewatch        |
| 345350 | 2005 YE205             | 26 de desembre de 2005 | Mount Lemmon         | Mt. Lemmon Survey |
| 345351 | 2005 YY222             | 12 de novembre de 2005 | Kitt Peak            | Spacewatch        |
| 345352 | 2005 YC268             | 25 de desembre de 2005 | Mount Lemmon         | Mt. Lemmon Survey |
| 345353 | 2005 YP272             | 30 de desembre de 2005 | Kitt Peak            | Spacewatch        |
| 345354 | 2005 YW291             | 30 de desembre de 2005 | Mount Lemmon         | Mt. Lemmon Survey |
| 345355 | 2006 AC6               | 2 de gener de 2006     | Socorro              | LINEAR            |
| 345356 | 2006 AP9               | 4 de gener de 2006     | Mount Lemmon         | Mt. Lemmon Survey |
| 345357 | 2006 AY10              | 4 de gener de 2006     | Catalina             | CSS               |
| 345358 | 2006 AP14              | 5 de gener de 2006     | Mount Lemmon         | Mt. Lemmon Survey |
| 345359 | 2006 AX27              | 5 de gener de 2006     | Catalina             | CSS               |
| 345360 | 2006 AX31              | 5 de gener de 2006     | Catalina             | CSS               |
| 345361 | 2006 AJ32              | 5 de gener de 2006     | Catalina             | CSS               |
| 345362 | 2006 AY32              | 6 de gener de 2006     | Kitt Peak            | Spacewatch        |
| 345363 | 2006 AE36              | 4 de gener de 2006     | Kitt Peak            | Spacewatch        |
| 345364 | 2006 AA49              | 5 de gener de 2006     | Kitt Peak            | Spacewatch        |
| 345365 | 2006 AK70              | 6 de gener de 2006     | Kitt Peak            | Spacewatch        |
| 345366 | 2006 AS70              | 6 de gener de 2006     | Kitt Peak            | Spacewatch        |
| 345367 | 2006 AU70              | 6 de gener de 2006     | Kitt Peak            | Spacewatch        |
| 345368 | 2006 AY70              | 6 de gener de 2006     | Kitt Peak            | Spacewatch        |
| 345369 | 2006 AN71              | 6 de gener de 2006     | Mount Lemmon         | Mt. Lemmon Survey |
| 345370 | 2006 AS88              | 28 de desembre de 2005 | Kitt Peak            | Spacewatch        |
| 345371 | 2006 AE96              | 4 de gener de 2006     | Catalina             | CSS               |
| 345372 | 2006 BR9               | 22 de gener de 2006    | Anderson Mesa        | LONEOS            |
| 345373 | 2006 BO11              | 20 de gener de 2006    | Kitt Peak            | Spacewatch        |
| 345374 | 2006 BV29              | 23 de gener de 2006    | Nyukasa              | Nyukasa           |
| 345375 | 2006 BD31              | 20 de gener de 2006    | Kitt Peak            | Spacewatch        |
| 345376 | 2006 BU31              | 20 de gener de 2006    | Kitt Peak            | Spacewatch        |
| 345377 | 2006 BE36              | 23 de gener de 2006    | Kitt Peak            | Spacewatch        |
| 345378 | 2006 BQ38              | 23 de gener de 2006    | Mount Lemmon         | Mt. Lemmon Survey |
| 345379 | 2006 BP40              | 21 de gener de 2006    | Kitt Peak            | Spacewatch        |
| 345380 | 2006 BS41              | 22 de gener de 2006    | Mount Lemmon         | Mt. Lemmon Survey |
| 345381 | 2006 BO51              | 25 de gener de 2006    | Kitt Peak            | Spacewatch        |
| 345382 | 2006 BB57              | 22 de gener de 2006    | Mount Lemmon         | Mt. Lemmon Survey |
| 345383 | 2006 BM67              | 23 de gener de 2006    | Kitt Peak            | Spacewatch        |
| 345384 | 2006 BR69              | 23 de gener de 2006    | Kitt Peak            | Spacewatch        |
| 345385 | 2006 BR79              | 23 de gener de 2006    | Kitt Peak            | Spacewatch        |
| 345386 | 2006 BW82              | 24 de gener de 2006    | Kitt Peak            | Spacewatch        |
| 345387 | 2006 BG114             | 25 de gener de 2006    | Kitt Peak            | Spacewatch        |
| 345388 | 2006 BD118             | 26 de gener de 2006    | Kitt Peak            | Spacewatch        |
| 345389 | 2006 BJ120             | 26 de gener de 2006    | Kitt Peak            | Spacewatch        |
| 345390 | 2006 BT148             | 22 de gener de 2006    | Mount Lemmon         | Mt. Lemmon Survey |
| 345391 | 2006 BK163             | 26 de gener de 2006    | Mount Lemmon         | Mt. Lemmon Survey |
| 345392 | 2006 BP166             | 26 de gener de 2006    | Mount Lemmon         | Mt. Lemmon Survey |
| 345393 | 2006 BC169             | 26 de gener de 2006    | Mount Lemmon         | Mt. Lemmon Survey |
| 345394 | 2006 BX188             | 28 de gener de 2006    | Kitt Peak            | Spacewatch        |
| 345395 | 2006 BC189             | 28 de gener de 2006    | Kitt Peak            | Spacewatch        |
| 345396 | 2006 BZ191             | 30 de gener de 2006    | Catalina             | CSS               |
| 345397 | 2006 BE196             | 30 de gener de 2006    | Kitt Peak            | Spacewatch        |
| 345398 | 2006 BZ206             | 31 de gener de 2006    | Mount Lemmon         | Mt. Lemmon Survey |
| 345399 | 2006 BP208             | 31 de gener de 2006    | Catalina             | CSS               |
| 345400 | 2006 BJ221             | 30 de gener de 2006    | Kitt Peak            | Spacewatch        |

## 345401-345500
| Nom    | Designació provisional | Data de descobriment   | Lloc de descobriment | Descobridor/s              |
| ------ | ---------------------- | ---------------------- | -------------------- | -------------------------- |
| 345401 | 2006 BX233             | 31 de gener de 2006    | Kitt Peak            | Spacewatch                 |
| 345402 | 2006 BX246             | 31 de gener de 2006    | Kitt Peak            | Spacewatch                 |
| 345403 | 2006 BL247             | 31 de gener de 2006    | Kitt Peak            | Spacewatch                 |
| 345404 | 2006 BE251             | 31 de gener de 2006    | Kitt Peak            | Spacewatch                 |
| 345405 | 2006 BD254             | 31 de gener de 2006    | Kitt Peak            | Spacewatch                 |
| 345406 | 2006 BX255             | 31 de gener de 2006    | Kitt Peak            | Spacewatch                 |
| 345407 | 2006 BR260             | 31 de gener de 2006    | Kitt Peak            | Spacewatch                 |
| 345408 | 2006 BY262             | 31 de gener de 2006    | Kitt Peak            | Spacewatch                 |
| 345409 | 2006 CO20              | 1 de febrer de 2006    | Kitt Peak            | Spacewatch                 |
| 345410 | 2006 CV20              | 1 de febrer de 2006    | Mount Lemmon         | Mt. Lemmon Survey          |
| 345411 | 2006 CW35              | 2 de febrer de 2006    | Catalina             | CSS                        |
| 345412 | 2006 CE42              | 2 de febrer de 2006    | Kitt Peak            | Spacewatch                 |
| 345413 | 2006 CP50              | 3 de febrer de 2006    | Mount Lemmon         | Mt. Lemmon Survey          |
| 345414 | 2006 CZ66              | 20 de novembre de 2004 | Goodricke-Pigott     | R. A. Tucker               |
| 345415 | 2006 DQ8               | 21 de febrer de 2006   | Mount Lemmon         | Mt. Lemmon Survey          |
| 345416 | 2006 DV17              | 20 de febrer de 2006   | Kitt Peak            | Spacewatch                 |
| 345417 | 2006 DW23              | 7 de setembre de 2004  | Kitt Peak            | Spacewatch                 |
| 345418 | 2006 DL30              | 20 de febrer de 2006   | Kitt Peak            | Spacewatch                 |
| 345419 | 2006 DO30              | 20 de febrer de 2006   | Kitt Peak            | Spacewatch                 |
| 345420 | 2006 DY34              | 20 de febrer de 2006   | Kitt Peak            | Spacewatch                 |
| 345421 | 2006 DE35              | 20 de febrer de 2006   | Kitt Peak            | Spacewatch                 |
| 345422 | 2006 DA38              | 21 de febrer de 2006   | Anderson Mesa        | LONEOS                     |
| 345423 | 2006 DD43              | 20 de febrer de 2006   | Kitt Peak            | Spacewatch                 |
| 345424 | 2006 DU43              | 20 de febrer de 2006   | Kitt Peak            | Spacewatch                 |
| 345425 | 2006 DM49              | 21 de febrer de 2006   | Mount Lemmon         | Mt. Lemmon Survey          |
| 345426 | 2006 DZ49              | 22 de febrer de 2006   | Socorro              | LINEAR                     |
| 345427 | 2006 DG73              | 22 de febrer de 2006   | Mount Lemmon         | Mt. Lemmon Survey          |
| 345428 | 2006 DN77              | 24 de febrer de 2006   | Kitt Peak            | Spacewatch                 |
| 345429 | 2006 DY86              | 24 de febrer de 2006   | Kitt Peak            | Spacewatch                 |
| 345430 | 2006 DY88              | 24 de febrer de 2006   | Kitt Peak            | Spacewatch                 |
| 345431 | 2006 DK90              | 24 de febrer de 2006   | Kitt Peak            | Spacewatch                 |
| 345432 | 2006 DQ93              | 24 de febrer de 2006   | Kitt Peak            | Spacewatch                 |
| 345433 | 2006 DL98              | 25 de febrer de 2006   | Kitt Peak            | Spacewatch                 |
| 345434 | 2006 DP105             | 25 de febrer de 2006   | Mount Lemmon         | Mt. Lemmon Survey          |
| 345435 | 2006 DR123             | 24 de febrer de 2006   | Mount Lemmon         | Mt. Lemmon Survey          |
| 345436 | 2006 DB132             | 25 de febrer de 2006   | Kitt Peak            | Spacewatch                 |
| 345437 | 2006 DK140             | 25 de febrer de 2006   | Kitt Peak            | Spacewatch                 |
| 345438 | 2006 DF155             | 25 de febrer de 2006   | Kitt Peak            | Spacewatch                 |
| 345439 | 2006 DY160             | 27 de febrer de 2006   | Kitt Peak            | Spacewatch                 |
| 345440 | 2006 DD167             | 27 de febrer de 2006   | Kitt Peak            | Spacewatch                 |
| 345441 | 2006 DN176             | 27 de febrer de 2006   | Mount Lemmon         | Mt. Lemmon Survey          |
| 345442 | 2006 DE182             | 27 de febrer de 2006   | Mount Lemmon         | Mt. Lemmon Survey          |
| 345443 | 2006 DO211             | 24 de febrer de 2006   | Mount Lemmon         | Mt. Lemmon Survey          |
| 345444 | 2006 DV216             | 28 de febrer de 2006   | Mount Lemmon         | Mt. Lemmon Survey          |
| 345445 | 2006 EO3               | 2 de març de 2006      | Kitt Peak            | Spacewatch                 |
| 345446 | 2006 EW14              | 2 de març de 2006      | Kitt Peak            | Spacewatch                 |
| 345447 | 2006 EM20              | 3 de març de 2006      | Kitt Peak            | Spacewatch                 |
| 345448 | 2006 EN20              | 3 de març de 2006      | Kitt Peak            | Spacewatch                 |
| 345449 | 2006 EB23              | 3 de març de 2006      | Kitt Peak            | Spacewatch                 |
| 345450 | 2006 ET38              | 4 de març de 2006      | Catalina             | CSS                        |
| 345451 | 2006 EA39              | 4 de març de 2006      | Catalina             | CSS                        |
| 345452 | 2006 EQ40              | 4 de març de 2006      | Kitt Peak            | Spacewatch                 |
| 345453 | 2006 EX40              | 14 de desembre de 2004 | Catalina             | CSS                        |
| 345454 | 2006 EA45              | 3 de març de 2006      | Catalina             | CSS                        |
| 345455 | 2006 FY                | 19 de març de 2006     | Socorro              | LINEAR                     |
| 345456 | 2006 FJ1               | 21 de març de 2006     | Mount Lemmon         | Mt. Lemmon Survey          |
| 345457 | 2006 FG2               | 4 de març de 2006      | Kitt Peak            | Spacewatch                 |
| 345458 | 2006 FG6               | 23 de març de 2006     | Catalina             | CSS                        |
| 345459 | 2006 FX10              | 23 de març de 2006     | Kitt Peak            | Spacewatch                 |
| 345460 | 2006 FS35              | 29 de març de 2006     | Lulin                | Q.-z. Ye                   |
| 345461 | 2006 FC37              | 24 de febrer de 2006   | Catalina             | CSS                        |
| 345462 | 2006 FY39              | 25 de març de 2006     | Kitt Peak            | Spacewatch                 |
| 345463 | 2006 FU51              | 26 de març de 2006     | Anderson Mesa        | LONEOS                     |
| 345464 | 2006 GD13              | 2 d'abril de 2006      | Kitt Peak            | Spacewatch                 |
| 345465 | 2006 GU26              | 2 d'abril de 2006      | Kitt Peak            | Spacewatch                 |
| 345466 | 2006 GZ28              | 2 d'abril de 2006      | Kitt Peak            | Spacewatch                 |
| 345467 | 2006 GB36              | 7 d'abril de 2006      | Mount Lemmon         | Mt. Lemmon Survey          |
| 345468 | 2006 GG42              | 9 d'abril de 2006      | Catalina             | CSS                        |
| 345469 | 2006 HU10              | 19 d'abril de 2006     | Kitt Peak            | Spacewatch                 |
| 345470 | 2006 HU15              | 20 d'abril de 2006     | Kitt Peak            | Spacewatch                 |
| 345471 | 2006 HJ21              | 20 d'abril de 2006     | Kitt Peak            | Spacewatch                 |
| 345472 | 2006 HQ21              | 20 d'abril de 2006     | Kitt Peak            | Spacewatch                 |
| 345473 | 2006 HP26              | 20 d'abril de 2006     | Kitt Peak            | Spacewatch                 |
| 345474 | 2006 HE35              | 19 d'abril de 2006     | Mount Lemmon         | Mt. Lemmon Survey          |
| 345475 | 2006 HV36              | 20 d'abril de 2006     | Kitt Peak            | Spacewatch                 |
| 345476 | 2006 HM48              | 24 d'abril de 2006     | Kitt Peak            | Spacewatch                 |
| 345477 | 2006 HH63              | 24 d'abril de 2006     | Kitt Peak            | Spacewatch                 |
| 345478 | 2006 HU67              | 24 d'abril de 2006     | Mount Lemmon         | Mt. Lemmon Survey          |
| 345479 | 2006 HN76              | 25 d'abril de 2006     | Kitt Peak            | Spacewatch                 |
| 345480 | 2006 HY80              | 26 d'abril de 2006     | Kitt Peak            | Spacewatch                 |
| 345481 | 2006 HN83              | 26 d'abril de 2006     | Kitt Peak            | Spacewatch                 |
| 345482 | 2006 HT88              | 30 d'abril de 2006     | Catalina             | CSS                        |
| 345483 | 2006 HG91              | 29 d'abril de 2006     | Kitt Peak            | Spacewatch                 |
| 345484 | 2006 HU98              | 30 d'abril de 2006     | Kitt Peak            | Spacewatch                 |
| 345485 | 2006 HL100             | 30 d'abril de 2006     | Kitt Peak            | Spacewatch                 |
| 345486 | 2006 HN101             | 30 d'abril de 2006     | Kitt Peak            | Spacewatch                 |
| 345487 | 2006 HP103             | 30 d'abril de 2006     | Kitt Peak            | Spacewatch                 |
| 345488 | 2006 HY110             | 21 d'abril de 2006     | Kitt Peak            | Spacewatch                 |
| 345489 | 2006 HO119             | 8 d'abril de 2006      | Kitt Peak            | Spacewatch                 |
| 345490 | 2006 JV                | 1 de maig de 2006      | Needville            | J. Dellinger, W. G. Dillon |
| 345491 | 2006 JF1               | 1 de maig de 2006      | Kitt Peak            | Spacewatch                 |
| 345492 | 2006 JY1               | 1 de maig de 2006      | Socorro              | LINEAR                     |
| 345493 | 2006 JY2               | 2 de maig de 2006      | Mount Lemmon         | Mt. Lemmon Survey          |
| 345494 | 2006 JK11              | 1 de maig de 2006      | Kitt Peak            | Spacewatch                 |
| 345495 | 2006 JS11              | 1 de maig de 2006      | Kitt Peak            | Spacewatch                 |
| 345496 | 2006 JO16              | 2 de maig de 2006      | Kitt Peak            | Spacewatch                 |
| 345497 | 2006 JU28              | 3 de maig de 2006      | Kitt Peak            | Spacewatch                 |
| 345498 | 2006 JX29              | 3 de maig de 2006      | Kitt Peak            | Spacewatch                 |
| 345499 | 2006 JF32              | 25 d'abril de 2006     | Kitt Peak            | Spacewatch                 |
| 345500 | 2006 JB35              | 4 de maig de 2006      | Kitt Peak            | Spacewatch                 |

## 345501-345600
| Nom    | Designació provisional | Data de descobriment   | Lloc de descobriment | Descobridor/s        |
| ------ | ---------------------- | ---------------------- | -------------------- | -------------------- |
| 345501 | 2006 JH37              | 5 de maig de 2006      | Kitt Peak            | Spacewatch           |
| 345502 | 2006 JW40              | 21 de novembre de 2003 | Kitt Peak            | Spacewatch           |
| 345503 | 2006 JJ44              | 6 de maig de 2006      | Kitt Peak            | Spacewatch           |
| 345504 | 2006 JU48              | 8 de maig de 2006      | Siding Spring        | Siding Spring Survey |
| 345505 | 2006 JO53              | 6 de maig de 2006      | Mount Lemmon         | Mt. Lemmon Survey    |
| 345506 | 2006 JG54              | 8 de maig de 2006      | Mount Lemmon         | Mt. Lemmon Survey    |
| 345507 | 2006 JT55              | 1 de maig de 2006      | Catalina             | CSS                  |
| 345508 | 2006 JX67              | 1 de maig de 2006      | Kitt Peak            | M. W. Buie           |
| 345509 | 2006 JV80              | 4 de maig de 2006      | Kitt Peak            | Spacewatch           |
| 345510 | 2006 KG                | 16 de maig de 2006     | Palomar              | NEAT                 |
| 345511 | 2006 KR2               | 26 de març de 2006     | Anderson Mesa        | LONEOS               |
| 345512 | 2006 KW14              | 20 de maig de 2006     | Anderson Mesa        | LONEOS               |
| 345513 | 2006 KE25              | 19 de maig de 2006     | Mount Lemmon         | Mt. Lemmon Survey    |
| 345514 | 2006 KU32              | 20 de maig de 2006     | Kitt Peak            | Spacewatch           |
| 345515 | 2006 KS40              | 9 d'abril de 2006      | Mount Lemmon         | Mt. Lemmon Survey    |
| 345516 | 2006 KT46              | 21 de maig de 2006     | Mount Lemmon         | Mt. Lemmon Survey    |
| 345517 | 2006 KS51              | 21 de maig de 2006     | Kitt Peak            | Spacewatch           |
| 345518 | 2006 KT56              | 22 de maig de 2006     | Kitt Peak            | Spacewatch           |
| 345519 | 2006 KA58              | 22 de maig de 2006     | Kitt Peak            | Spacewatch           |
| 345520 | 2006 KG69              | 22 de maig de 2006     | Kitt Peak            | Spacewatch           |
| 345521 | 2006 KK72              | 22 de maig de 2006     | Kitt Peak            | Spacewatch           |
| 345522 | 2006 KN73              | 23 de maig de 2006     | Kitt Peak            | Spacewatch           |
| 345523 | 2006 KP88              | 24 de maig de 2006     | Kitt Peak            | Spacewatch           |
| 345524 | 2006 KM102             | 27 de maig de 2006     | Kitt Peak            | Spacewatch           |
| 345525 | 2006 KQ108             | 31 de maig de 2006     | Mount Lemmon         | Mt. Lemmon Survey    |
| 345526 | 2006 LT3               | 19 de novembre de 2003 | Palomar              | NEAT                 |
| 345527 | 2006 LB5               | 23 de maig de 2006     | Kitt Peak            | Spacewatch           |
| 345528 | 2006 MG6               | 19 de juny de 2006     | Mount Lemmon         | Mt. Lemmon Survey    |
| 345529 | 2006 NS                | 5 de juliol de 2006    | Lulin                | LUSS                 |
| 345530 | 2006 OC6               | 26 de maig de 2006     | Catalina             | CSS                  |
| 345531 | 2006 OV12              | 20 de juliol de 2006   | Palomar              | NEAT                 |
| 345532 | 2006 PF4               | 15 d'agost de 2006     | Reedy Creek          | J. Broughton         |
| 345533 | 2006 QL9               | 19 d'agost de 2006     | Kitt Peak            | Spacewatch           |
| 345534 | 2006 QQ27              | 20 d'agost de 2006     | Kitt Peak            | Spacewatch           |
| 345535 | 2006 QX69              | 21 d'agost de 2006     | Kitt Peak            | Spacewatch           |
| 345536 | 2006 QE77              | 21 d'agost de 2006     | Kitt Peak            | Spacewatch           |
| 345537 | 2006 QK79              | 24 d'agost de 2006     | Eskridge             | Eskridge             |
| 345538 | 2006 QG83              | 27 d'agost de 2006     | Kitt Peak            | Spacewatch           |
| 345539 | 2006 QU85              | 21 de setembre de 2001 | Kitt Peak            | Spacewatch           |
| 345540 | 2006 QY99              | 24 d'agost de 2006     | Socorro              | LINEAR               |
| 345541 | 2006 QN104             | 28 d'agost de 2006     | Anderson Mesa        | LONEOS               |
| 345542 | 2006 QB105             | 28 d'agost de 2006     | Catalina             | CSS                  |
| 345543 | 2006 QT112             | 24 d'agost de 2006     | Socorro              | LINEAR               |
| 345544 | 2006 QW134             | 27 d'agost de 2006     | Anderson Mesa        | LONEOS               |
| 345545 | 2006 QC147             | 23 de febrer de 1998   | Kitt Peak            | Spacewatch           |
| 345546 | 2006 QE148             | 18 d'agost de 2006     | Kitt Peak            | Spacewatch           |
| 345547 | 2006 QB184             | 19 d'agost de 2006     | Kitt Peak            | Spacewatch           |
| 345548 | 2006 QS187             | 30 d'agost de 2006     | Anderson Mesa        | LONEOS               |
| 345549 | 2006 RR4               | 12 de setembre de 2006 | Catalina             | CSS                  |
| 345550 | 2006 RP13              | 14 de setembre de 2006 | Kitt Peak            | Spacewatch           |
| 345551 | 2006 RV15              | 14 de setembre de 2006 | Catalina             | CSS                  |
| 345552 | 2006 RW16              | 14 de setembre de 2006 | Catalina             | CSS                  |
| 345553 | 2006 RW21              | 15 de setembre de 2006 | Catalina             | CSS                  |
| 345554 | 2006 RT31              | 15 de setembre de 2006 | Kitt Peak            | Spacewatch           |
| 345555 | 2006 RT32              | 15 de setembre de 2006 | Catalina             | CSS                  |
| 345556 | 2006 RR36              | 29 d'agost de 2006     | Catalina             | CSS                  |
| 345557 | 2006 RZ40              | 14 de setembre de 2006 | Kitt Peak            | Spacewatch           |
| 345558 | 2006 RP42              | 14 de setembre de 2006 | Kitt Peak            | Spacewatch           |
| 345559 | 2006 RK61              | 11 de setembre de 2006 | Catalina             | CSS                  |
| 345560 | 2006 RK64              | 13 de setembre de 2006 | Palomar              | NEAT                 |
| 345561 | 2006 RG69              | 15 de setembre de 2006 | Kitt Peak            | Spacewatch           |
| 345562 | 2006 RO71              | 15 de setembre de 2006 | Kitt Peak            | Spacewatch           |
| 345563 | 2006 RY74              | 15 de setembre de 2006 | Kitt Peak            | Spacewatch           |
| 345564 | 2006 RG77              | 15 de setembre de 2006 | Kitt Peak            | Spacewatch           |
| 345565 | 2006 RC80              | 15 de setembre de 2006 | Kitt Peak            | Spacewatch           |
| 345566 | 2006 RL81              | 15 de setembre de 2006 | Kitt Peak            | Spacewatch           |
| 345567 | 2006 RV81              | 15 de setembre de 2006 | Kitt Peak            | Spacewatch           |
| 345568 | 2006 RH85              | 15 de setembre de 2006 | Kitt Peak            | Spacewatch           |
| 345569 | 2006 RN92              | 15 de setembre de 2006 | Kitt Peak            | Spacewatch           |
| 345570 | 2006 RE100             | 22 de febrer de 2003   | Palomar              | NEAT                 |
| 345571 | 2006 RR103             | 11 de setembre de 2006 | Apache Point         | A. C. Becker         |
| 345572 | 2006 RW104             | 14 de setembre de 2006 | Kitt Peak            | Spacewatch           |
| 345573 | 2006 RS112             | 14 de setembre de 2006 | Mauna Kea            | J. Masiero           |
| 345574 | 2006 RN117             | 14 de setembre de 2006 | Mauna Kea            | J. Masiero           |
| 345575 | 2006 SP                | 16 de setembre de 2006 | Catalina             | CSS                  |
| 345576 | 2006 SU7               | 16 de setembre de 2006 | Anderson Mesa        | LONEOS               |
| 345577 | 2006 SD8               | 16 de setembre de 2006 | Catalina             | CSS                  |
| 345578 | 2006 SZ15              | 17 de setembre de 2006 | Catalina             | CSS                  |
| 345579 | 2006 SU17              | 17 de setembre de 2006 | Kitt Peak            | Spacewatch           |
| 345580 | 2006 SG20              | 16 de setembre de 2006 | Catalina             | CSS                  |
| 345581 | 2006 SG27              | 16 de setembre de 2006 | Catalina             | CSS                  |
| 345582 | 2006 SL29              | 17 de setembre de 2006 | Kitt Peak            | Spacewatch           |
| 345583 | 2006 SS38              | 18 de setembre de 2006 | Kitt Peak            | Spacewatch           |
| 345584 | 2006 SX46              | 19 de setembre de 2006 | Catalina             | CSS                  |
| 345585 | 2006 SQ49              | 20 de setembre de 2006 | Cordell-Lorenz       | Cordell-Lorenz       |
| 345586 | 2006 SC51              | 17 de setembre de 2006 | Catalina             | CSS                  |
| 345587 | 2006 SJ56              | 19 de setembre de 2006 | Catalina             | CSS                  |
| 345588 | 2006 SA58              | 18 de setembre de 2006 | Kitt Peak            | Spacewatch           |
| 345589 | 2006 SJ63              | 20 de setembre de 2006 | Palomar              | NEAT                 |
| 345590 | 2006 SN66              | 19 de setembre de 2006 | Kitt Peak            | Spacewatch           |
| 345591 | 2006 SF70              | 19 de setembre de 2006 | Kitt Peak            | Spacewatch           |
| 345592 | 2006 SC72              | 19 de setembre de 2006 | Kitt Peak            | Spacewatch           |
| 345593 | 2006 SG75              | 19 de setembre de 2006 | Kitt Peak            | Spacewatch           |
| 345594 | 2006 SV82              | 18 de setembre de 2006 | Kitt Peak            | Spacewatch           |
| 345595 | 2006 SQ89              | 18 de setembre de 2006 | Kitt Peak            | Spacewatch           |
| 345596 | 2006 SP95              | 18 de setembre de 2006 | Kitt Peak            | Spacewatch           |
| 345597 | 2006 SK99              | 18 de setembre de 2006 | Kitt Peak            | Spacewatch           |
| 345598 | 2006 SN102             | 19 de setembre de 2006 | Kitt Peak            | Spacewatch           |
| 345599 | 2006 SE118             | 24 de setembre de 2006 | Kitt Peak            | Spacewatch           |
| 345600 | 2006 SJ121             | 18 de setembre de 2006 | Anderson Mesa        | LONEOS               |

## 345601-345700
| Nom    | Designació provisional | Data de descobriment   | Lloc de descobriment | Descobridor/s       |
| ------ | ---------------------- | ---------------------- | -------------------- | ------------------- |
| 345601 | 2006 SR125             | 20 de setembre de 2006 | Catalina             | CSS                 |
| 345602 | 2006 SC132             | 16 de setembre de 2006 | Catalina             | CSS                 |
| 345603 | 2006 SC139             | 21 de setembre de 2006 | Anderson Mesa        | LONEOS              |
| 345604 | 2006 SH155             | 22 de setembre de 2006 | Catalina             | CSS                 |
| 345605 | 2006 SM165             | 25 de setembre de 2006 | Kitt Peak            | Spacewatch          |
| 345606 | 2006 SU165             | 25 de setembre de 2006 | Kitt Peak            | Spacewatch          |
| 345607 | 2006 SP171             | 25 de setembre de 2006 | Kitt Peak            | Spacewatch          |
| 345608 | 2006 SD178             | 25 de setembre de 2006 | Mount Lemmon         | Mt. Lemmon Survey   |
| 345609 | 2006 SN182             | 25 de setembre de 2006 | Mount Lemmon         | Mt. Lemmon Survey   |
| 345610 | 2006 SV191             | 26 de setembre de 2006 | Mount Lemmon         | Mt. Lemmon Survey   |
| 345611 | 2006 SF205             | 25 de setembre de 2006 | Mount Lemmon         | Mt. Lemmon Survey   |
| 345612 | 2006 SS205             | 25 de setembre de 2006 | Mount Lemmon         | Mt. Lemmon Survey   |
| 345613 | 2006 SC207             | 25 de setembre de 2006 | Kitt Peak            | Spacewatch          |
| 345614 | 2006 SZ209             | 26 de setembre de 2006 | Mount Lemmon         | Mt. Lemmon Survey   |
| 345615 | 2006 SV213             | 27 de setembre de 2006 | Catalina             | CSS                 |
| 345616 | 2006 SF215             | 27 de setembre de 2006 | Kitt Peak            | Spacewatch          |
| 345617 | 2006 SP226             | 26 de setembre de 2006 | Kitt Peak            | Spacewatch          |
| 345618 | 2006 SC228             | 26 de setembre de 2006 | Kitt Peak            | Spacewatch          |
| 345619 | 2006 SA242             | 26 de setembre de 2006 | Kitt Peak            | Spacewatch          |
| 345620 | 2006 SX244             | 26 de setembre de 2006 | Kitt Peak            | Spacewatch          |
| 345621 | 2006 SV247             | 26 de setembre de 2006 | Mount Lemmon         | Mt. Lemmon Survey   |
| 345622 | 2006 SX253             | 26 de setembre de 2006 | Mount Lemmon         | Mt. Lemmon Survey   |
| 345623 | 2006 SV258             | 26 de setembre de 2006 | Kitt Peak            | Spacewatch          |
| 345624 | 2006 SY265             | 26 de setembre de 2006 | Kitt Peak            | Spacewatch          |
| 345625 | 2006 SM283             | 26 de setembre de 2006 | Socorro              | LINEAR              |
| 345626 | 2006 SO283             | 26 de setembre de 2006 | Socorro              | LINEAR              |
| 345627 | 2006 SE287             | 22 de setembre de 2006 | Anderson Mesa        | LONEOS              |
| 345628 | 2006 SO300             | 26 de setembre de 2006 | Catalina             | CSS                 |
| 345629 | 2006 SV300             | 26 de setembre de 2006 | Kitt Peak            | Spacewatch          |
| 345630 | 2006 SJ310             | 27 de setembre de 2006 | Kitt Peak            | Spacewatch          |
| 345631 | 2006 SU311             | 27 de setembre de 2006 | Kitt Peak            | Spacewatch          |
| 345632 | 2006 SM313             | 27 de setembre de 2006 | Kitt Peak            | Spacewatch          |
| 345633 | 2006 SS314             | 27 de setembre de 2006 | Kitt Peak            | Spacewatch          |
| 345634 | 2006 SD322             | 27 de setembre de 2006 | Kitt Peak            | Spacewatch          |
| 345635 | 2006 SV338             | 28 de setembre de 2006 | Kitt Peak            | Spacewatch          |
| 345636 | 2006 SJ349             | 29 de setembre de 2006 | Anderson Mesa        | LONEOS              |
| 345637 | 2006 SE350             | 24 d'octubre de 1995   | Kitt Peak            | Spacewatch          |
| 345638 | 2006 SN354             | 30 de setembre de 2006 | Socorro              | LINEAR              |
| 345639 | 2006 SX364             | 30 de setembre de 2006 | Catalina             | CSS                 |
| 345640 | 2006 SJ365             | 30 de setembre de 2006 | Catalina             | CSS                 |
| 345641 | 2006 SV373             | 16 de setembre de 2006 | Apache Point         | A. C. Becker        |
| 345642 | 2006 SE374             | 16 de setembre de 2006 | Apache Point         | A. C. Becker        |
| 345643 | 2006 ST383             | 29 de setembre de 2006 | Apache Point         | A. C. Becker        |
| 345644 | 2006 SB385             | 29 de setembre de 2006 | Apache Point         | A. C. Becker        |
| 345645 | 2006 SC385             | 29 de setembre de 2006 | Apache Point         | A. C. Becker        |
| 345646 | 2006 TN                | 2 d'octubre de 2006    | Mount Lemmon         | Mt. Lemmon Survey   |
| 345647 | 2006 TV4               | 2 d'octubre de 2006    | Mount Lemmon         | Mt. Lemmon Survey   |
| 345648 | 2006 TZ6               | 1 d'octubre de 2006    | Piszkesteto          | Piszkesteto         |
| 345649 | 2006 TD7               | 10 d'octubre de 2006   | Farra d'Isonzo       | Farra d'Isonzo      |
| 345650 | 2006 TZ14              | 11 d'octubre de 2006   | Kitt Peak            | Spacewatch          |
| 345651 | 2006 TV20              | 11 d'octubre de 2006   | Kitt Peak            | Spacewatch          |
| 345652 | 2006 TJ22              | 11 d'octubre de 2006   | Kitt Peak            | Spacewatch          |
| 345653 | 2006 TH31              | 12 d'octubre de 2006   | Kitt Peak            | Spacewatch          |
| 345654 | 2006 TS41              | 12 d'octubre de 2006   | Palomar              | NEAT                |
| 345655 | 2006 TE60              | 13 d'octubre de 2006   | Kitt Peak            | Spacewatch          |
| 345656 | 2006 TF68              | 11 d'octubre de 2006   | Palomar              | NEAT                |
| 345657 | 2006 TD73              | 11 d'octubre de 2006   | Palomar              | NEAT                |
| 345658 | 2006 TZ77              | 12 d'octubre de 2006   | Palomar              | NEAT                |
| 345659 | 2006 TM82              | 13 d'octubre de 2006   | Kitt Peak            | Spacewatch          |
| 345660 | 2006 TK92              | 14 d'octubre de 2006   | Lulin                | C.-S. Lin, Q.-z. Ye |
| 345661 | 2006 TH103             | 15 d'octubre de 2006   | Kitt Peak            | Spacewatch          |
| 345662 | 2006 TF117             | 3 d'octubre de 2006    | Apache Point         | A. C. Becker        |
| 345663 | 2006 TP118             | 3 d'octubre de 2006    | Apache Point         | A. C. Becker        |
| 345664 | 2006 TK128             | 11 d'octubre de 2006   | Palomar              | NEAT                |
| 345665 | 2006 UX2               | 16 d'octubre de 2006   | Catalina             | CSS                 |
| 345666 | 2006 UJ9               | 16 d'octubre de 2006   | Kitt Peak            | Spacewatch          |
| 345667 | 2006 US18              | 16 d'octubre de 2006   | Kitt Peak            | Spacewatch          |
| 345668 | 2006 UH20              | 16 d'octubre de 2006   | Kitt Peak            | Spacewatch          |
| 345669 | 2006 UM25              | 16 d'octubre de 2006   | Kitt Peak            | Spacewatch          |
| 345670 | 2006 UX26              | 16 d'octubre de 2006   | Kitt Peak            | Spacewatch          |
| 345671 | 2006 UL29              | 16 d'octubre de 2006   | Kitt Peak            | Spacewatch          |
| 345672 | 2006 UN56              | 18 d'octubre de 2006   | Kitt Peak            | Spacewatch          |
| 345673 | 2006 UT56              | 17 de setembre de 2006 | Catalina             | CSS                 |
| 345674 | 2006 UU67              | 16 d'octubre de 2006   | Catalina             | CSS                 |
| 345675 | 2006 UQ68              | 16 d'octubre de 2006   | Catalina             | CSS                 |
| 345676 | 2006 UK70              | 16 d'octubre de 2006   | Kitt Peak            | Spacewatch          |
| 345677 | 2006 UY73              | 26 de setembre de 2006 | Kitt Peak            | Spacewatch          |
| 345678 | 2006 UQ97              | 18 d'octubre de 2006   | Kitt Peak            | Spacewatch          |
| 345679 | 2006 UL100             | 18 d'octubre de 2006   | Kitt Peak            | Spacewatch          |
| 345680 | 2006 UK109             | 19 d'octubre de 2006   | Kitt Peak            | Spacewatch          |
| 345681 | 2006 UZ112             | 19 d'octubre de 2006   | Kitt Peak            | Spacewatch          |
| 345682 | 2006 UZ118             | 19 d'octubre de 2006   | Kitt Peak            | Spacewatch          |
| 345683 | 2006 UL119             | 15 d'octubre de 2006   | Kitt Peak            | Spacewatch          |
| 345684 | 2006 UX141             | 19 d'octubre de 2006   | Mount Lemmon         | Mt. Lemmon Survey   |
| 345685 | 2006 UX146             | 20 d'octubre de 2006   | Kitt Peak            | Spacewatch          |
| 345686 | 2006 UT147             | 20 d'octubre de 2006   | Kitt Peak            | Spacewatch          |
| 345687 | 2006 UV149             | 20 d'octubre de 2006   | Catalina             | CSS                 |
| 345688 | 2006 UG154             | 21 d'octubre de 2006   | Catalina             | CSS                 |
| 345689 | 2006 UP162             | 21 d'octubre de 2006   | Mount Lemmon         | Mt. Lemmon Survey   |
| 345690 | 2006 UG166             | 21 d'octubre de 2006   | Mount Lemmon         | Mt. Lemmon Survey   |
| 345691 | 2006 UK169             | 21 d'octubre de 2006   | Mount Lemmon         | Mt. Lemmon Survey   |
| 345692 | 2006 UT176             | 16 d'octubre de 2006   | Catalina             | CSS                 |
| 345693 | 2006 UW186             | 19 d'octubre de 2006   | Catalina             | CSS                 |
| 345694 | 2006 UU187             | 19 d'octubre de 2006   | Catalina             | CSS                 |
| 345695 | 2006 UT188             | 17 de setembre de 2006 | Catalina             | CSS                 |
| 345696 | 2006 UN190             | 19 d'octubre de 2006   | Catalina             | CSS                 |
| 345697 | 2006 UU222             | 17 d'octubre de 2006   | Catalina             | CSS                 |
| 345698 | 2006 UN243             | 27 d'octubre de 2006   | Mount Lemmon         | Mt. Lemmon Survey   |
| 345699 | 2006 UZ250             | 27 d'octubre de 2006   | Mount Lemmon         | Mt. Lemmon Survey   |
| 345700 | 2006 UX263             | 27 d'octubre de 2006   | Kitt Peak            | Spacewatch          |

## 345701-345800
| Nom    | Designació provisional | Data de descobriment   | Lloc de descobriment | Descobridor/s        |
| ------ | ---------------------- | ---------------------- | -------------------- | -------------------- |
| 345701 | 2006 UZ331             | 14 de setembre de 2006 | Kitt Peak            | Spacewatch           |
| 345702 | 2006 UL357             | 27 d'octubre de 2006   | Mauna Kea            | P. A. Wiegert        |
| 345703 | 2006 UF359             | 21 d'octubre de 2006   | Kitt Peak            | Spacewatch           |
| 345704 | 2006 VE3               | 9 de novembre de 2006  | Kitt Peak            | Spacewatch           |
| 345705 | 2006 VB14              | 15 de novembre de 2006 | Catalina             | CSS                  |
| 345706 | 2006 VX16              | 9 de novembre de 2006  | Kitt Peak            | Spacewatch           |
| 345707 | 2006 VW51              | 14 de setembre de 2006 | Kitt Peak            | Spacewatch           |
| 345708 | 2006 VH115             | 14 de novembre de 2006 | Kitt Peak            | Spacewatch           |
| 345709 | 2006 VZ130             | 15 de novembre de 2006 | Catalina             | CSS                  |
| 345710 | 2006 VP140             | 15 de novembre de 2006 | Kitt Peak            | Spacewatch           |
| 345711 | 2006 VC150             | 9 de novembre de 2006  | Palomar              | NEAT                 |
| 345712 | 2006 VV170             | 1 de novembre de 2006  | Kitt Peak            | Spacewatch           |
| 345713 | 2006 WC27              | 18 de novembre de 2006 | Socorro              | LINEAR               |
| 345714 | 2006 WA73              | 18 de novembre de 2006 | Kitt Peak            | Spacewatch           |
| 345715 | 2006 WF115             | 20 de novembre de 2006 | Socorro              | LINEAR               |
| 345716 | 2006 WP178             | 24 de novembre de 2006 | Mount Lemmon         | Mt. Lemmon Survey    |
| 345717 | 2006 WD180             | 10 de novembre de 2006 | Kitt Peak            | Spacewatch           |
| 345718 | 2006 XB6               | 8 de desembre de 2006  | Palomar              | NEAT                 |
| 345719 | 2006 XT10              | 9 de desembre de 2006  | Kitt Peak            | Spacewatch           |
| 345720 | 2006 XC44              | 12 de desembre de 2006 | San Marcello         | San Marcello         |
| 345721 | 2006 YZ51              | 27 de desembre de 2006 | Mount Lemmon         | Mt. Lemmon Survey    |
| 345722 | 2007 BG29              | 21 de gener de 2007    | Socorro              | LINEAR               |
| 345723 | 2007 BB40              | 24 de gener de 2007    | Mount Lemmon         | Mt. Lemmon Survey    |
| 345724 | 2007 BW44              | 25 de gener de 2007    | Catalina             | CSS                  |
| 345725 | 2007 BC61              | 27 de gener de 2007    | Mount Lemmon         | Mt. Lemmon Survey    |
| 345726 | 2007 BH79              | 27 de gener de 2007    | Kitt Peak            | Spacewatch           |
| 345727 | 2007 CV17              | 9 de gener de 2007     | Kitt Peak            | Spacewatch           |
| 345728 | 2007 CF35              | 6 de febrer de 2007    | Kitt Peak            | Spacewatch           |
| 345729 | 2007 CS43              | 8 de febrer de 2007    | Kitt Peak            | Spacewatch           |
| 345730 | 2007 CZ43              | 8 de febrer de 2007    | Kitt Peak            | Spacewatch           |
| 345731 | 2007 CV56              | 15 de febrer de 2007   | Catalina             | CSS                  |
| 345732 | 2007 CR65              | 10 de febrer de 2007   | Mount Lemmon         | Mt. Lemmon Survey    |
| 345733 | 2007 DB6               | 17 de febrer de 2007   | Kitt Peak            | Spacewatch           |
| 345734 | 2007 DD11              | 31 d'agost de 2005     | Kitt Peak            | Spacewatch           |
| 345735 | 2007 DV23              | 17 de febrer de 2007   | Kitt Peak            | Spacewatch           |
| 345736 | 2007 DY45              | 21 de febrer de 2007   | Bergisch Gladbac     | W. Bickel            |
| 345737 | 2007 DZ52              | 19 de febrer de 2007   | Mount Lemmon         | Mt. Lemmon Survey    |
| 345738 | 2007 DB64              | 21 de febrer de 2007   | Kitt Peak            | Spacewatch           |
| 345739 | 2007 DS67              | 21 de febrer de 2007   | Kitt Peak            | Spacewatch           |
| 345740 | 2007 DN72              | 21 d'agost de 2004     | Siding Spring        | Siding Spring Survey |
| 345741 | 2007 DC93              | 23 de febrer de 2007   | Socorro              | LINEAR               |
| 345742 | 2007 DJ105             | 27 de febrer de 2007   | Kitt Peak            | Spacewatch           |
| 345743 | 2007 DC106             | 23 de febrer de 2007   | Mount Lemmon         | Mt. Lemmon Survey    |
| 345744 | 2007 DU111             | 25 de febrer de 2007   | Mount Lemmon         | Mt. Lemmon Survey    |
| 345745 | 2007 DT113             | 22 de febrer de 2007   | Kitt Peak            | Spacewatch           |
| 345746 | 2007 EA3               | 9 de març de 2007      | Catalina             | CSS                  |
| 345747 | 2007 EE5               | 9 de març de 2007      | Mount Lemmon         | Mt. Lemmon Survey    |
| 345748 | 2007 EV10              | 9 de març de 2007      | Kitt Peak            | Spacewatch           |
| 345749 | 2007 EN15              | 9 de març de 2007      | Kitt Peak            | Spacewatch           |
| 345750 | 2007 EF28              | 9 de març de 2007      | Catalina             | CSS                  |
| 345751 | 2007 EL39              | 11 de març de 2007     | Dax                  | Dax                  |
| 345752 | 2007 EW42              | 9 de març de 2007      | Kitt Peak            | Spacewatch           |
| 345753 | 2007 EZ55              | 12 de març de 2007     | Mount Lemmon         | Mt. Lemmon Survey    |
| 345754 | 2007 EC62              | 10 de març de 2007     | Kitt Peak            | Spacewatch           |
| 345755 | 2007 EU64              | 10 de març de 2007     | Kitt Peak            | Spacewatch           |
| 345756 | 2007 ER69              | 10 de març de 2007     | Kitt Peak            | Spacewatch           |
| 345757 | 2007 EV69              | 10 de març de 2007     | Kitt Peak            | Spacewatch           |
| 345758 | 2007 EY75              | 10 de març de 2007     | Kitt Peak            | Spacewatch           |
| 345759 | 2007 EK81              | 11 de març de 2007     | Kitt Peak            | Spacewatch           |
| 345760 | 2007 EB82              | 11 de març de 2007     | Anderson Mesa        | LONEOS               |
| 345761 | 2007 EH87              | 13 de març de 2007     | Mount Lemmon         | Mt. Lemmon Survey    |
| 345762 | 2007 EA88              | 13 de març de 2007     | Saint-Sulpice        | B. Christophe        |
| 345763 | 2007 EQ88              | 13 de març de 2007     | San Marcello         | San Marcello         |
| 345764 | 2007 EO96              | 10 de març de 2007     | Mount Lemmon         | Mt. Lemmon Survey    |
| 345765 | 2007 ES96              | 10 de març de 2007     | Mount Lemmon         | Mt. Lemmon Survey    |
| 345766 | 2007 EH105             | 11 de març de 2007     | Mount Lemmon         | Mt. Lemmon Survey    |
| 345767 | 2007 EG108             | 11 de març de 2007     | Kitt Peak            | Spacewatch           |
| 345768 | 2007 EW114             | 13 de març de 2007     | Mount Lemmon         | Mt. Lemmon Survey    |
| 345769 | 2007 EF118             | 13 de març de 2007     | Mount Lemmon         | Mt. Lemmon Survey    |
| 345770 | 2007 EG119             | 13 de març de 2007     | Mount Lemmon         | Mt. Lemmon Survey    |
| 345771 | 2007 ED127             | 9 de març de 2007      | Palomar              | NEAT                 |
| 345772 | 2007 EP130             | 9 de març de 2007      | Mount Lemmon         | Mt. Lemmon Survey    |
| 345773 | 2007 EE132             | 9 de març de 2007      | Mount Lemmon         | Mt. Lemmon Survey    |
| 345774 | 2007 EO132             | 9 de març de 2007      | Mount Lemmon         | Mt. Lemmon Survey    |
| 345775 | 2007 EN133             | 9 de març de 2007      | Mount Lemmon         | Mt. Lemmon Survey    |
| 345776 | 2007 EN138             | 12 de març de 2007     | Kitt Peak            | Spacewatch           |
| 345777 | 2007 EB140             | 12 de març de 2007     | Mount Lemmon         | Mt. Lemmon Survey    |
| 345778 | 2007 EZ156             | 12 de març de 2007     | Kitt Peak            | Spacewatch           |
| 345779 | 2007 EJ166             | 10 de març de 2007     | Kitt Peak            | Spacewatch           |
| 345780 | 2007 EW169             | 14 de març de 2007     | Kitt Peak            | Spacewatch           |
| 345781 | 2007 EZ184             | 14 de març de 2007     | Mount Lemmon         | Mt. Lemmon Survey    |
| 345782 | 2007 ES192             | 14 de març de 2007     | Kitt Peak            | Spacewatch           |
| 345783 | 2007 EW195             | 15 de març de 2007     | Mount Lemmon         | Mt. Lemmon Survey    |
| 345784 | 2007 EH197             | 15 de març de 2007     | Kitt Peak            | Spacewatch           |
| 345785 | 2007 EN200             | 14 de març de 2007     | Socorro              | LINEAR               |
| 345786 | 2007 EP223             | 9 de març de 2007      | Kitt Peak            | Spacewatch           |
| 345787 | 2007 FD16              | 25 d'octubre de 2005   | Kitt Peak            | Spacewatch           |
| 345788 | 2007 FR19              | 20 de març de 2007     | Mount Lemmon         | Mt. Lemmon Survey    |
| 345789 | 2007 FX31              | 20 de març de 2007     | Kitt Peak            | Spacewatch           |
| 345790 | 2007 GD                | 6 d'abril de 2007      | Marly                | P. Kocher            |
| 345791 | 2007 GC6               | 13 d'abril de 2007     | Altschwendt          | W. Ries              |
| 345792 | 2007 GC7               | 7 d'abril de 2007      | Mount Lemmon         | Mt. Lemmon Survey    |
| 345793 | 2007 GD11              | 11 d'abril de 2007     | Kitt Peak            | Spacewatch           |
| 345794 | 2007 GM17              | 11 d'abril de 2007     | Kitt Peak            | Spacewatch           |
| 345795 | 2007 GA19              | 11 d'abril de 2007     | Kitt Peak            | Spacewatch           |
| 345796 | 2007 GA24              | 11 d'abril de 2007     | Kitt Peak            | Spacewatch           |
| 345797 | 2007 GK27              | 14 d'abril de 2007     | Kitt Peak            | Spacewatch           |
| 345798 | 2007 GG28              | 15 d'abril de 2007     | Catalina             | CSS                  |
| 345799 | 2007 GO31              | 15 d'abril de 2007     | Kitt Peak            | Spacewatch           |
| 345800 | 2007 GU31              | 15 d'abril de 2007     | Catalina             | CSS                  |

## 345801-345900
| Nom               | Designació provisional | Data de descobriment   | Lloc de descobriment | Descobridor/s          |
| ----------------- | ---------------------- | ---------------------- | -------------------- | ---------------------- |
| 345801            | 2007 GJ36              | 15 de març de 2007     | Mount Lemmon         | Mt. Lemmon Survey      |
| 345802            | 2007 GU40              | 14 d'abril de 2007     | Kitt Peak            | Spacewatch             |
| 345803            | 2007 GL41              | 14 d'abril de 2007     | Kitt Peak            | Spacewatch             |
| 345804            | 2007 GH44              | 14 d'abril de 2007     | Mount Lemmon         | Mt. Lemmon Survey      |
| 345805            | 2007 GE48              | 14 d'abril de 2007     | Kitt Peak            | Spacewatch             |
| 345806            | 2007 GB50              | 15 d'abril de 2007     | Catalina             | CSS                    |
| 345807            | 2007 GO52              | 14 d'abril de 2007     | Kitt Peak            | Spacewatch             |
| 345808            | 2007 GY59              | 15 d'abril de 2007     | Kitt Peak            | Spacewatch             |
| 345809            | 2007 GO60              | 15 d'abril de 2007     | Kitt Peak            | Spacewatch             |
| 345810            | 2007 GW61              | 15 d'abril de 2007     | Catalina             | CSS                    |
| 345811            | 2007 GG75              | 11 d'abril de 2007     | Kitt Peak            | Spacewatch             |
| 345812            | 2007 HF1               | 16 d'abril de 2007     | Catalina             | CSS                    |
| 345813            | 2007 HX4               | 20 d'abril de 2007     | Catalina             | CSS                    |
| 345814            | 2007 HA14              | 19 d'abril de 2007     | Mount Lemmon         | Mt. Lemmon Survey      |
| 345815            | 2007 HA17              | 16 d'abril de 2007     | Catalina             | CSS                    |
| 345816            | 2007 HA18              | 16 d'abril de 2007     | Catalina             | CSS                    |
| 345817            | 2007 HR19              | 18 d'abril de 2007     | Kitt Peak            | Spacewatch             |
| 345818            | 2007 HU19              | 18 d'abril de 2007     | Kitt Peak            | Spacewatch             |
| 345819            | 2007 HQ22              | 18 d'abril de 2007     | Kitt Peak            | Spacewatch             |
| 345820            | 2007 HL26              | 18 d'abril de 2007     | Mount Lemmon         | Mt. Lemmon Survey      |
| 345821            | 2007 HC27              | 18 d'abril de 2007     | Mount Lemmon         | Mt. Lemmon Survey      |
| 345822            | 2007 HP55              | 22 d'abril de 2007     | Kitt Peak            | Spacewatch             |
| 345823            | 2007 HV70              | 20 d'abril de 2007     | Vail-Jarnac          | Jarnac                 |
| 345824            | 2007 HO76              | 23 d'abril de 2007     | Kitt Peak            | Spacewatch             |
| 345825            | 2007 HN85              | 24 d'abril de 2007     | Kitt Peak            | Spacewatch             |
| 345826            | 2007 HZ87              | 27 d'abril de 2007     | Kitt Peak            | Spacewatch             |
| 345827            | 2007 HR92              | 21 d'abril de 2007     | Cerro Tololo         | M. W. Buie             |
| 345828            | 2007 JK3               | 6 de maig de 2007      | Kitt Peak            | Spacewatch             |
| 345829            | 2007 JM10              | 7 de maig de 2007      | Kitt Peak            | Spacewatch             |
| 345830            | 2007 JX13              | 9 de maig de 2007      | Mount Lemmon         | Mt. Lemmon Survey      |
| 345831            | 2007 JD19              | 23 d'abril de 2007     | Mount Lemmon         | Mt. Lemmon Survey      |
| 345832            | 2007 JE34              | 9 de maig de 2007      | Catalina             | CSS                    |
| 345833            | 2007 KE3               | 22 de maig de 2007     | Mount Lemmon         | Mt. Lemmon Survey      |
| 345834            | 2007 KK3               | 22 de maig de 2007     | Tiki                 | S. F. Hoenig, N. Teamo |
| 345835            | 2007 KB7               | 24 de maig de 2007     | Reedy Creek          | J. Broughton           |
| 345836            | 2007 LO1               | 7 de juny de 2007      | Kitt Peak            | Spacewatch             |
| 345837            | 2007 LZ5               | 8 de juny de 2007      | Kitt Peak            | Spacewatch             |
| 345838            | 2007 LL18              | 13 de juny de 2007     | Tiki                 | S. F. Hoenig, N. Teamo |
| 345839            | 2007 LW18              | 16 de maig de 2007     | Kitt Peak            | Spacewatch             |
| 345840            | 2007 LZ21              | 12 de juny de 2007     | Kitt Peak            | Spacewatch             |
| 345841            | 2007 LD25              | 14 de juny de 2007     | Kitt Peak            | Spacewatch             |
| 345842 Alexparker | 2007 LG31              | 12 de juny de 2007     | Mauna Kea            | D. D. Balam            |
| 345843            | 2007 ML                | 16 de juny de 2007     | Kitt Peak            | Spacewatch             |
| 345844            | 2007 MD3               | 16 de juny de 2007     | Kitt Peak            | Spacewatch             |
| 345845            | 2007 MJ27              | 17 de juny de 2007     | Kitt Peak            | Spacewatch             |
| 345846            | 2007 NU1               | 12 de juliol de 2007   | La Sagra             | La Sagra               |
| 345847            | 2007 OW1               | 19 de juliol de 2007   | Tiki                 | S. F. Hoenig, N. Teamo |
| 345848            | 2007 OX2               | 18 de juliol de 2007   | Andrushivka          | Andrushivka            |
| 345849            | 2007 OW3               | 18 de juliol de 2007   | Eskridge             | G. Hug                 |
| 345850            | 2007 OS7               | 22 de juny de 2007     | Kitt Peak            | Spacewatch             |
| 345851            | 2007 PY3               | 8 d'agost de 2007      | Siding Spring        | Siding Spring Survey   |
| 345852            | 2007 PT6               | 9 d'agost de 2007      | Tiki                 | S. F. Hoenig, N. Teamo |
| 345853            | 2007 PU11              | 13 d'agost de 2007     | Socorro              | LINEAR                 |
| 345854            | 2007 PK14              | 8 d'agost de 2007      | Socorro              | LINEAR                 |
| 345855            | 2007 PP14              | 16 de juliol de 2007   | Socorro              | LINEAR                 |
| 345856            | 2007 PA21              | 9 d'agost de 2007      | Socorro              | LINEAR                 |
| 345857            | 2007 PJ26              | 8 d'agost de 2007      | Socorro              | LINEAR                 |
| 345858            | 2007 PE28              | 14 d'agost de 2007     | Bisei SG Center      | BATTeRS                |
| 345859            | 2007 PB32              | 8 d'agost de 2007      | Socorro              | LINEAR                 |
| 345860            | 2007 PQ40              | 9 d'agost de 2007      | Socorro              | LINEAR                 |
| 345861            | 2007 PS46              | 10 d'agost de 2007     | Kitt Peak            | Spacewatch             |
| 345862            | 2007 PU46              | 10 d'agost de 2007     | Kitt Peak            | Spacewatch             |
| 345863            | 2007 PG47              | 10 d'agost de 2007     | Kitt Peak            | Spacewatch             |
| 345864            | 2007 PF49              | 9 d'agost de 2007      | Socorro              | LINEAR                 |
| 345865            | 2007 QF                | 16 d'agost de 2007     | Bisei SG Center      | BATTeRS                |
| 345866            | 2007 QP                | 24 de maig de 2007     | Catalina             | CSS                    |
| 345867            | 2007 QB1               | 18 d'agost de 2007     | Mayhill              | A. Lowe                |
| 345868            | 2007 QE2               | 19 d'agost de 2007     | Vallemare Borbon     | V. S. Casulli          |
| 345869            | 2007 QM6               | 21 d'agost de 2007     | Anderson Mesa        | LONEOS                 |
| 345870            | 2007 QO6               | 21 d'agost de 2007     | Anderson Mesa        | LONEOS                 |
| 345871            | 2007 QR6               | 13 d'agost de 2007     | XuYi                 | PMO NEO Survey Program |
| 345872            | 2007 QS9               | 22 d'agost de 2007     | Socorro              | LINEAR                 |
| 345873            | 2007 QM11              | 23 d'agost de 2007     | Kitt Peak            | Spacewatch             |
| 345874            | 2007 QD13              | 24 d'agost de 2007     | Kitt Peak            | Spacewatch             |
| 345875            | 2007 QQ16              | 21 d'agost de 2007     | Anderson Mesa        | LONEOS                 |
| 345876            | 2007 RQ6               | 4 de setembre de 2007  | La Sagra             | La Sagra               |
| 345877            | 2007 RB8               | 5 de setembre de 2007  | Bergisch Gladbac     | W. Bickel              |
| 345878            | 2007 RN10              | 3 de setembre de 2007  | Catalina             | CSS                    |
| 345879            | 2007 RW12              | 11 de setembre de 2007 | Vicques              | M. Ory                 |
| 345880            | 2007 RQ27              | 4 de setembre de 2007  | Mount Lemmon         | Mt. Lemmon Survey      |
| 345881            | 2007 RT30              | 5 de setembre de 2007  | Catalina             | CSS                    |
| 345882            | 2007 RQ43              | 9 de setembre de 2007  | Kitt Peak            | Spacewatch             |
| 345883            | 2007 RB46              | 9 de setembre de 2007  | Kitt Peak            | Spacewatch             |
| 345884            | 2007 RD46              | 9 de setembre de 2007  | Kitt Peak            | Spacewatch             |
| 345885            | 2007 RO50              | 9 de setembre de 2007  | Kitt Peak            | Spacewatch             |
| 345886            | 2007 RN60              | 10 de setembre de 2007 | Catalina             | CSS                    |
| 345887            | 2007 RD65              | 10 de setembre de 2007 | Mount Lemmon         | Mt. Lemmon Survey      |
| 345888            | 2007 RK71              | 10 de setembre de 2007 | Kitt Peak            | Spacewatch             |
| 345889            | 2007 RQ71              | 10 de setembre de 2007 | Kitt Peak            | Spacewatch             |
| 345890            | 2007 RE73              | 10 d'agost de 2007     | Kitt Peak            | Spacewatch             |
| 345891            | 2007 RO78              | 10 de setembre de 2007 | Mount Lemmon         | Mt. Lemmon Survey      |
| 345892            | 2007 RR78              | 10 de setembre de 2007 | Mount Lemmon         | Mt. Lemmon Survey      |
| 345893            | 2007 RA84              | 10 de setembre de 2007 | Kitt Peak            | Spacewatch             |
| 345894            | 2007 RU90              | 10 de setembre de 2007 | Mount Lemmon         | Mt. Lemmon Survey      |
| 345895            | 2007 RC93              | 10 de setembre de 2007 | Mount Lemmon         | Mt. Lemmon Survey      |
| 345896            | 2007 RE96              | 30 d'octubre de 2002   | Kitt Peak            | Spacewatch             |
| 345897            | 2007 RM96              | 10 de setembre de 2007 | Kitt Peak            | Spacewatch             |
| 345898            | 2007 RB98              | 10 de setembre de 2007 | Kitt Peak            | Spacewatch             |
| 345899            | 2007 RS99              | 11 de setembre de 2007 | Catalina             | CSS                    |
| 345900            | 2007 RM100             | 11 de setembre de 2007 | Mount Lemmon         | Mt. Lemmon Survey      |

## 345901-346000
| Nom                 | Designació provisional | Data de descobriment   | Lloc de descobriment | Descobridor/s          |
| ------------------- | ---------------------- | ---------------------- | -------------------- | ---------------------- |
| 345901              | 2007 RB108             | 11 de setembre de 2007 | Kitt Peak            | Spacewatch             |
| 345902              | 2007 RO114             | 11 de setembre de 2007 | Kitt Peak            | Spacewatch             |
| 345903              | 2007 RD119             | 11 de setembre de 2007 | Purple Mountain      | PMO NEO Survey Program |
| 345904              | 2007 RK126             | 12 de setembre de 2007 | Mount Lemmon         | Mt. Lemmon Survey      |
| 345905              | 2007 RU129             | 12 de setembre de 2007 | Mount Lemmon         | Mt. Lemmon Survey      |
| 345906              | 2007 RS140             | 13 de setembre de 2007 | Socorro              | LINEAR                 |
| 345907              | 2007 RY148             | 12 de setembre de 2007 | Catalina             | CSS                    |
| 345908              | 2007 RZ148             | 12 de setembre de 2007 | Goodricke-Pigott     | R. A. Tucker           |
| 345909              | 2007 RS151             | 27 de setembre de 2003 | Kitt Peak            | Spacewatch             |
| 345910              | 2007 RY153             | 10 de setembre de 2007 | Kitt Peak            | Spacewatch             |
| 345911              | 2007 RF154             | 10 de setembre de 2007 | Kitt Peak            | Spacewatch             |
| 345912              | 2007 RE163             | 10 de setembre de 2007 | Kitt Peak            | Spacewatch             |
| 345913              | 2007 RQ167             | 10 de setembre de 2007 | Kitt Peak            | Spacewatch             |
| 345914              | 2007 RT167             | 10 de setembre de 2007 | Kitt Peak            | Spacewatch             |
| 345915              | 2007 RR170             | 10 de setembre de 2007 | Kitt Peak            | Spacewatch             |
| 345916              | 2007 RS172             | 10 de setembre de 2007 | Kitt Peak            | Spacewatch             |
| 345917              | 2007 RB173             | 10 de setembre de 2007 | Kitt Peak            | Spacewatch             |
| 345918              | 2007 RU174             | 10 de setembre de 2007 | Kitt Peak            | Spacewatch             |
| 345919              | 2007 RX180             | 11 de setembre de 2007 | Mount Lemmon         | Mt. Lemmon Survey      |
| 345920              | 2007 RH184             | 9 de setembre de 2007  | Kitt Peak            | Spacewatch             |
| 345921              | 2007 RF194             | 12 de setembre de 2007 | Kitt Peak            | Spacewatch             |
| 345922              | 2007 RM205             | 9 de setembre de 2007  | Kitt Peak            | Spacewatch             |
| 345923              | 2007 RJ210             | 10 de setembre de 2007 | Kitt Peak            | Spacewatch             |
| 345924              | 2007 RZ214             | 12 de setembre de 2007 | Kitt Peak            | Spacewatch             |
| 345925              | 2007 RA215             | 12 de setembre de 2007 | Kitt Peak            | Spacewatch             |
| 345926              | 2007 RO223             | 8 de setembre de 2007  | Mount Lemmon         | Mt. Lemmon Survey      |
| 345927              | 2007 RC233             | 12 de setembre de 2007 | Catalina             | CSS                    |
| 345928              | 2007 RK233             | 12 de setembre de 2007 | Catalina             | CSS                    |
| 345929              | 2007 RW233             | 12 de setembre de 2007 | Anderson Mesa        | LONEOS                 |
| 345930              | 2007 RN240             | 21 d'agost de 2007     | La Sagra             | La Sagra               |
| 345931              | 2007 RH246             | 12 de setembre de 2007 | Mount Lemmon         | Mt. Lemmon Survey      |
| 345932              | 2007 RR246             | 12 de setembre de 2007 | Catalina             | CSS                    |
| 345933              | 2007 RP251             | 9 de setembre de 2007  | Kitt Peak            | Spacewatch             |
| 345934              | 2007 RO252             | 13 de setembre de 2007 | Kitt Peak            | Spacewatch             |
| 345935              | 2007 RP255             | 14 de setembre de 2007 | Kitt Peak            | Spacewatch             |
| 345936              | 2007 RB268             | 15 de setembre de 2007 | Kitt Peak            | Spacewatch             |
| 345937              | 2007 RU273             | 15 de setembre de 2007 | Kitt Peak            | Spacewatch             |
| 345938              | 2007 RX276             | 5 de setembre de 2007  | Catalina             | CSS                    |
| 345939              | 2007 RJ277             | 5 de setembre de 2007  | Catalina             | CSS                    |
| 345940              | 2007 RB278             | 5 de setembre de 2007  | Catalina             | CSS                    |
| 345941              | 2007 RC284             | 9 de setembre de 2007  | Kitt Peak            | Spacewatch             |
| 345942              | 2007 RU287             | 10 de setembre de 2007 | Kitt Peak            | Spacewatch             |
| 345943              | 2007 RY287             | 10 de setembre de 2007 | Kitt Peak            | Spacewatch             |
| 345944              | 2007 RZ293             | 13 de setembre de 2007 | Mount Lemmon         | Mt. Lemmon Survey      |
| 345945              | 2007 RD303             | 15 de setembre de 2007 | Mount Lemmon         | Mt. Lemmon Survey      |
| 345946              | 2007 RT314             | 3 de setembre de 2007  | Catalina             | CSS                    |
| 345947              | 2007 RL315             | 10 de setembre de 2007 | Kitt Peak            | Spacewatch             |
| 345948              | 2007 RA319             | 12 de setembre de 2007 | Catalina             | CSS                    |
| 345949              | 2007 RL320             | 13 de setembre de 2007 | Mount Lemmon         | Mt. Lemmon Survey      |
| 345950              | 2007 RA321             | 13 de setembre de 2007 | Socorro              | LINEAR                 |
| 345951              | 2007 RT325             | 15 de setembre de 2007 | Mount Lemmon         | Mt. Lemmon Survey      |
| 345952              | 2007 SP2               | 20 de setembre de 2007 | Farra d'Isonzo       | Farra d'Isonzo         |
| 345953              | 2007 SL4               | 19 de setembre de 2007 | Siding Spring        | Siding Spring Survey   |
| 345954              | 2007 SX7               | 18 de setembre de 2007 | Kitt Peak            | Spacewatch             |
| 345955              | 2007 SQ15              | 5 d'agost de 2007      | Socorro              | LINEAR                 |
| 345956              | 2007 SS16              | 30 de setembre de 2007 | Kitt Peak            | Spacewatch             |
| 345957              | 2007 SL18              | 25 de setembre de 2007 | Mount Lemmon         | Mt. Lemmon Survey      |
| 345958              | 2007 SS19              | 25 de setembre de 2007 | Mount Lemmon         | Mt. Lemmon Survey      |
| 345959              | 2007 SA23              | 21 de setembre de 2007 | XuYi                 | PMO NEO Survey Program |
| 345960              | 2007 TO3               | 5 d'octubre de 2007    | Pla D'Arguines       | R. Ferrando            |
| 345961              | 2007 TX4               | 2 d'octubre de 2007    | Charleston           | Charleston             |
| 345962              | 2007 TM24              | 11 d'octubre de 2007   | Eskridge             | G. Hug                 |
| 345963              | 2007 TR32              | 6 d'octubre de 2007    | Kitt Peak            | Spacewatch             |
| 345964              | 2007 TX42              | 4 de març de 2005      | Mount Lemmon         | Mt. Lemmon Survey      |
| 345965              | 2007 TS49              | 9 de març de 2005      | Mount Lemmon         | Mt. Lemmon Survey      |
| 345966              | 2007 TW53              | 4 d'octubre de 2007    | Kitt Peak            | Spacewatch             |
| 345967              | 2007 TA90              | 8 d'octubre de 2007    | Mount Lemmon         | Mt. Lemmon Survey      |
| 345968              | 2007 TO93              | 6 d'octubre de 2007    | Kitt Peak            | Spacewatch             |
| 345969              | 2007 TC102             | 12 de setembre de 2007 | Mount Lemmon         | Mt. Lemmon Survey      |
| 345970              | 2007 TU103             | 8 d'octubre de 2007    | Mount Lemmon         | Mt. Lemmon Survey      |
| 345842 Marktorrence | 2007 TG105             | 14 d'octubre de 2007   | Laurel               | D. Skillman            |
| 345972              | 2007 TM105             | 14 d'octubre de 2007   | Saint-Sulpice        | B. Christophe          |
| 345973              | 2007 TN105             | 15 d'octubre de 2007   | Calvin-Rehoboth      | Calvin College         |
| 345974              | 2007 TL110             | 8 d'octubre de 2007    | Catalina             | CSS                    |
| 345975              | 2007 TF115             | 8 d'octubre de 2007    | Anderson Mesa        | LONEOS                 |
| 345976              | 2007 TZ117             | 9 d'octubre de 2007    | Kitt Peak            | Spacewatch             |
| 345977              | 2007 TW119             | 9 d'octubre de 2007    | Mount Lemmon         | Mt. Lemmon Survey      |
| 345978              | 2007 TS121             | 6 d'octubre de 2007    | Kitt Peak            | Spacewatch             |
| 345979              | 2007 TQ135             | 8 d'octubre de 2007    | Kitt Peak            | Spacewatch             |
| 345980              | 2007 TE137             | 8 d'octubre de 2007    | Kitt Peak            | Spacewatch             |
| 345981              | 2007 TZ138             | 9 d'octubre de 2007    | Kitt Peak            | Spacewatch             |
| 345982              | 2007 TL141             | 9 d'octubre de 2007    | Mount Lemmon         | Mt. Lemmon Survey      |
| 345983              | 2007 TX145             | 6 d'octubre de 2007    | Socorro              | LINEAR                 |
| 345984              | 2007 TJ149             | 8 d'octubre de 2007    | Socorro              | LINEAR                 |
| 345985              | 2007 TM152             | 24 de setembre de 2007 | Kitt Peak            | Spacewatch             |
| 345986              | 2007 TK154             | 3 de setembre de 2002  | Palomar              | NEAT                   |
| 345987              | 2007 TT166             | 12 d'octubre de 2007   | Socorro              | LINEAR                 |
| 345988              | 2007 TW166             | 12 d'octubre de 2007   | Socorro              | LINEAR                 |
| 345989              | 2007 TP169             | 12 d'octubre de 2007   | Socorro              | LINEAR                 |
| 345990              | 2007 TS172             | 15 d'octubre de 2007   | Socorro              | LINEAR                 |
| 345991              | 2007 TF173             | 4 d'octubre de 2007    | Kitt Peak            | Spacewatch             |
| 345992              | 2007 TG174             | 4 d'octubre de 2007    | Kitt Peak            | Spacewatch             |
| 345993              | 2007 TO176             | 5 d'octubre de 2007    | Purple Mountain      | PMO NEO Survey Program |
| 345994              | 2007 TL182             | 8 d'octubre de 2007    | Anderson Mesa        | LONEOS                 |
| 345995              | 2007 TN182             | 8 d'octubre de 2007    | Anderson Mesa        | LONEOS                 |
| 345996              | 2007 TV184             | 13 d'octubre de 2007   | Gaisberg             | R. Gierlinger          |
| 345997              | 2007 TO194             | 7 d'octubre de 2007    | Mount Lemmon         | Mt. Lemmon Survey      |
| 345998              | 2007 TN196             | 7 d'octubre de 2007    | Mount Lemmon         | Mt. Lemmon Survey      |
| 345999              | 2007 TX199             | 8 d'octubre de 2007    | Kitt Peak            | Spacewatch             |
| 346000              | 2007 TD202             | 8 d'octubre de 2007    | Mount Lemmon         | Mt. Lemmon Survey      |